# Militärflugplatz Chazor

i7
i11
i13

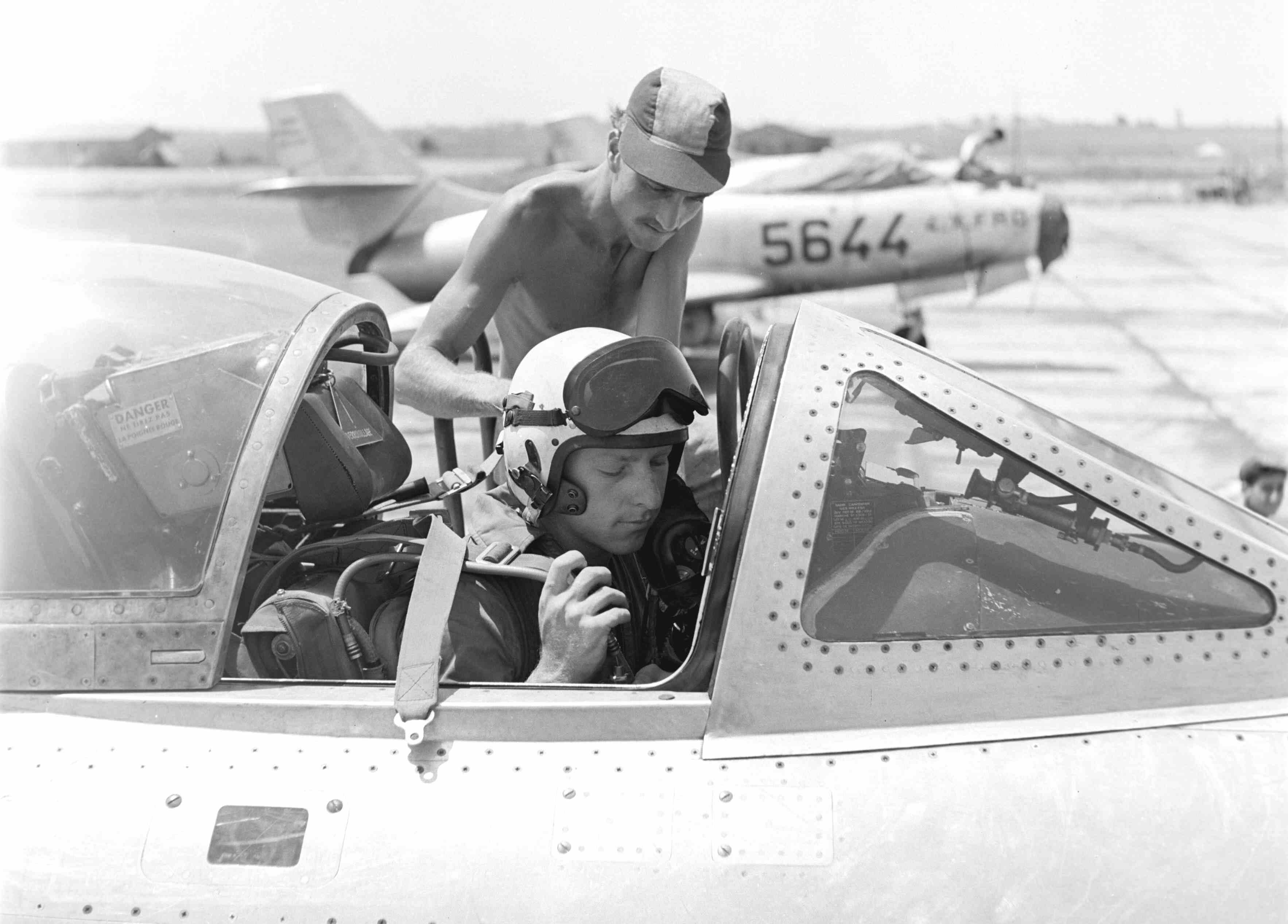
Der israelische Kampfpilot Amos Lapidot, späterer Kommandeur der IAF, bereitet sich im Juli 1956 auf einen Einsatz in einem Dassault-Ouragan-Jet auf dem Militärflugplatz Chazor vor.

Der Militärflugplatz Chazor (hebräisch בָּסִיס חָצוֹר Basīs Chazōr, englisch Hatzor Airbase, ICAO-Code: LLHS) ist ein Stützpunkt der Israelischen Luftwaffe (IAF). Er befindet sich in der Mitte Israels – knapp im Südbezirk – etwa 10 Kilometer östlich des Mittelmeeres, nahe dem Kibbuz Chazor Aschdod, von dem der Militärflugplatz seinen Namen hat. Er besitzt drei Start- und Landebahnen von jeweils knapp 2,5 Kilometer Länge. Es sind aber seit 2021 keine Kampfjets mehr auf ihm stationiert, sondern nur noch Patrouillenflugzeuge, Drohnen und Abwehrraketen.

## Geschichte

### RAF Qastina
Im Jahr 1942 wurde der Militärflugplatz von der Royal Air Force (RAF) unter dem britischen Mandat über Palästina als RAF Qastina angelegt, benannt nach einer südöstlich gelegenen palästinensischen Ortschaft Qastina, die 1948 im Palästinakrieg unterging und dem benachbarten britischen Militärlager Camp Qastina, das seit Anfang 1940 bestand. Zwei britische Staffeln, die Dakota- und Halifax-Flugzeuge betrieben, waren anfangs auf dem Stützpunkt stationiert.

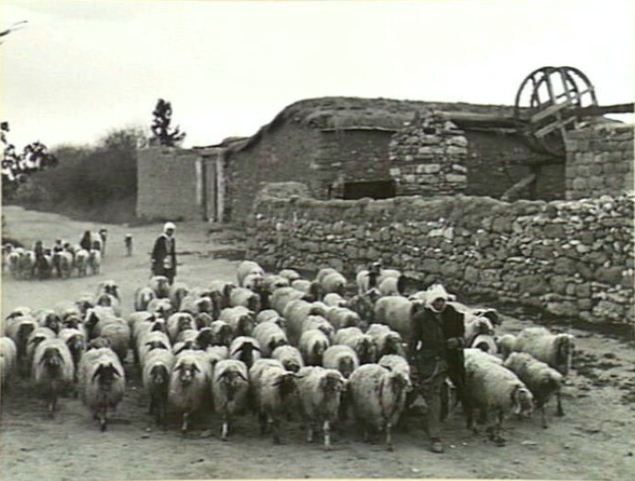
Hirte mit Schafherde im palästinensischen Dorf Qastina um 1940
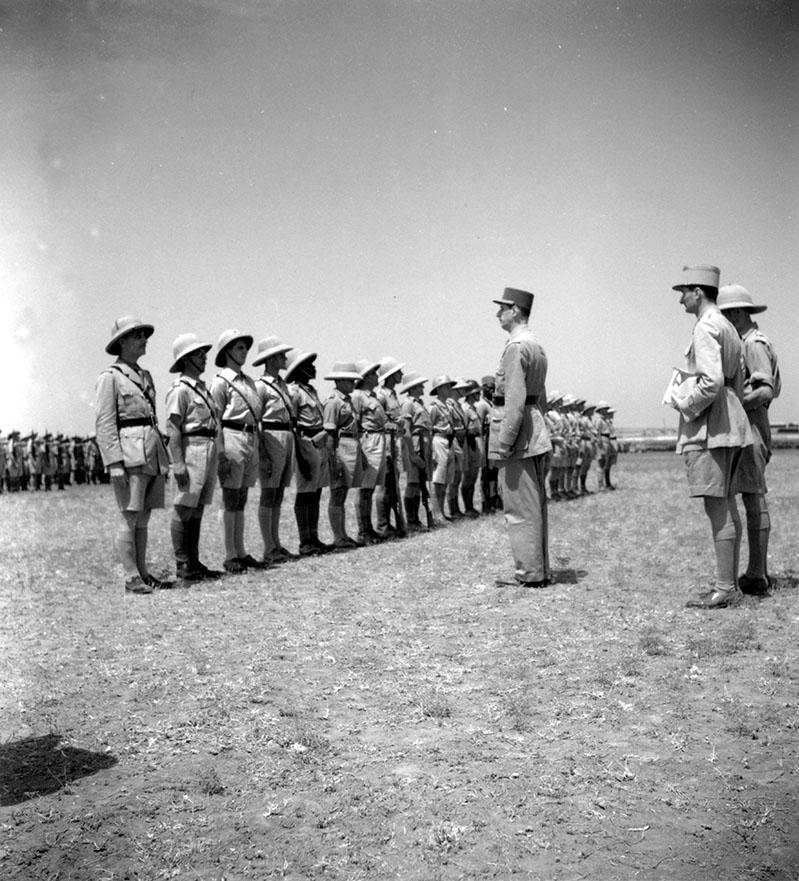
Der französische General Charles de Gaulle besucht Camp Qastina 1941

Auf der Airbase RAF Qastina befanden sich danach abwechselnd mehrere britische Flugzeug-Staffeln mit Bombern, Transport- und Aufklärungsflugzeugen, die von hier aus eingesetzt wurden. Im entsprechenden englischen Wikipedia-Artikel sind einige dieser Staffeln aufgelistet. Auch über den untergegangenen palästinensischen Ort Qastina finden sich dort Informationen.

### Polnische KadettenanstaltJunacka Szkoła Kadetów(JSK)
Am 19. Oktober 1942 zog die im August des Jahres in Baschschit gegründete Junacka Szkoła Kadetów (JSK) der polnischen Anders-Armee mit 342 Kadetten auf die Airbase RAF Qastina.
Die JSK war eine polnische Kadettenanstalt, die vor allem polnische Knaben besuchten, deren Eltern durch die sowjetische Ausmerzung polnischer Intelligenz und Widerständigkeit ermordet oder in Arbeitslager verschleppt worden waren. Tausende polnische Jugendliche hatten sich zu Standorten der Anders-Armee im russischen Tozkoje sowie in den usbekischen Orten Dschalalabat, Gʻuzor, Kermine, Narpay und Olmazor (Wrjeskij) durchgeschlagen, in der Hoffnung mit der Armee aus der Sowjetunion zu entkommen. General Władysław Anders setzte sich sehr dafür ein, möglichst viele Jugendliche mitzunehmen. Major Andrzej Kulczycki leitete die Kadettenanstalt bis 1945, die dem 3. Karpaten-Schützen Division im 2 Korpus Polski zugeordnet war.

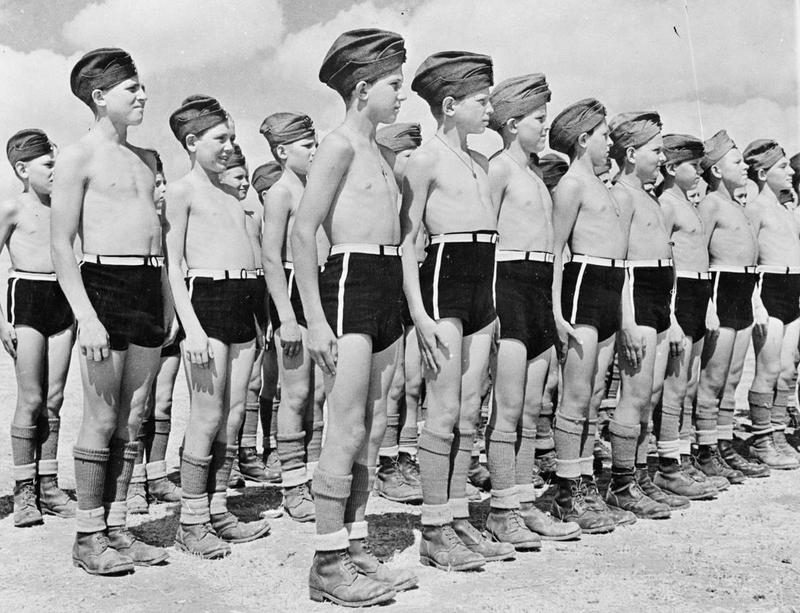
Angetretene JSK-Kadetten, 17. August 1942 (noch in Baschschit)
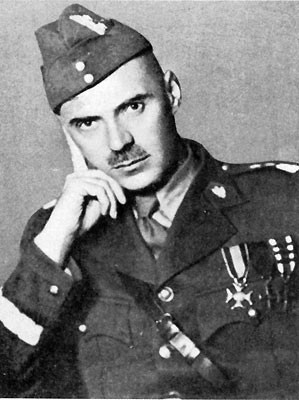
Władysław Anders, polnischer General und späterer Politiker

Am 28. Juni 1943 besuchte der polnische Ministerpräsident Władysław Sikorski die Kadettenanstalt, letzter offizieller Termin vor seinem Flugzeugabsturz bei Gibraltar (1943). Anders war häufig Gast der Kadettenanstalt, so am 26. November 1942, Juni 1943 (mit Sikorski), am 17. November 1943, am 5. Januar 1944, am 21. September 1945 und im Juni 1946, bei dieser Gelegenheit begleitet von General Antoni Chruściel, dem Kommandanten der Heimatarmee im Bezirk Warschau. Vom 29. Juli 1943 bis 31. Juli 1947 domizilierte die Kadettenanstalt in بربره / Barbarah, heute Mavqiʿim. Die Anstalt absolvierten 1.171, nach anderen Angaben 1.276, Kadetten der Jahrgänge von 1927 bis 1931, von denen 440 jeweils einer Einheit des 2 Korpus Polski beitraten. Am gregorianischen Karfreitag 1943 nahmen Kadetten am Kreuzweg durch Jerusalem teil und hielten Ostervigil am Grabe Jesu.
Der prosowjetische Bund Polnischer Patrioten griff alles Polnische an, was nicht Moskau unterstellt war. Die Vorsitzende des Bundes, Wanda Wasilewska, verleumdete in ihrem Artikel „Faschisten, Betrüger und Erpresser“ im Bundesorgan Ku Wolnej Polska die Kadetten als „Anders' Janitscharen“ und die JSK als „Nest reaktionärer Fürsten und Grafen“. Ab 15. August 1947 hatte die JSK ihren letzten Sitz auf der englischen Airbase RAF Bodney, wo mit den letzten Abschlussprüfungen vom 23. bis 28. Februar 1948 die Anstalt ihren Lehrbetrieb einstellte. Unter den Vorwürfen aus Polen gingen nur etwa 20 Kadetten ins kommunistische Polen, die Heimat der meisten lag ohnehin in jenen 52 % des polnischen Staatsgebietes von 1938, die die Sowjetunion 1939 im Rahmen des Hitler-Stalin-Paktes für sich beanspruchte und 1945 dann in etwa einbehielt.

### Die Nacht der Flugzeuge
In der Nacht des 25. Februar 1946 griffen Untergrundkämpfer der Irgun die Airbase RAF Qastina an und zerstörten mehrere der dort geparkten Handley Page Halifax Bomber, die zuletzt als Transportflugzeuge genutzt worden waren. Auch zwei weitere RAF-Basen wurden in dieser Nacht angegriffen, die man später Die Nacht der Flugzeuge nannte. Insgesamt wurden 20 Flugzeuge zerstört und etliche beschädigt, so dass die RAF sich gezwungen sah, viele ihrer Maschinen auf Basen nach Ägypten zu verlegen.

### Israeli Air Force Base Hatzor
Als sich das Völkerbundsmandat für Palästina seinem Ende näherte, wurde die Airbase RAF Qastina am 15. März 1948 von den Briten geräumt und von der israelischen Hagana übernommen. Anschließend wurde sie in Chazor (Hatzor Airbase) umbenannt, nach dem nahe gelegenen Kibbuz Chazor Aschdod, direkt nordwestlich gelegen (siehe Karte).

#### 101. Staffel „First Fighter“
Die 101. Staffel „First Fighter“ wurde im Mai 1948 auf der Ekron Airbase (heute Tel Nof) als erste Militärflugzeug-Staffel in Israel gegründet und im November nach Chazor verlegt – damals noch mit Avia S-199-Jagdflugzeugen, die aus übrig gebliebenen Teilen der Messerschmitt Bf 109 zusammengebaut waren. 25 Exemplare davon wurden insgesamt aus der Tschechoslowakei importiert, wo während des Zweiten Weltkrieges in den Avia-Werken deutsche Flugzeuge hergestellt worden waren. Es folgten die britische Supermarine Spitfire zusammen mit der North American P-51 Mustang aus Beständen der WKII-Alliierten. Während dieser Zeit war die Staffel auf dem Militärflugplatz Ramat David stationiert.

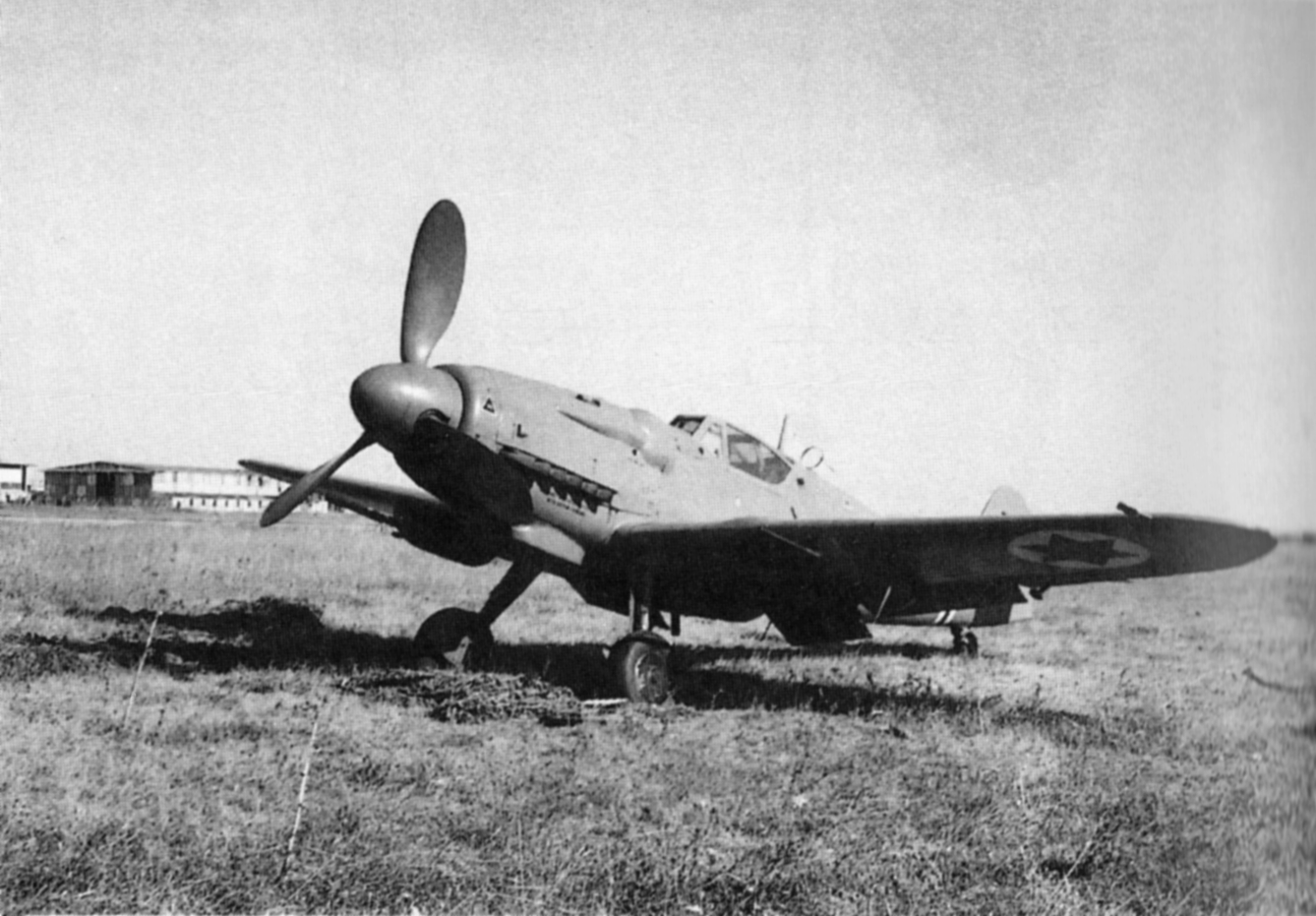
Eine tschechoslowakische Avia S-199 (Nachbau der Messerschmitt Bf 109) der 101. Staffel „First Fighter“ 1948
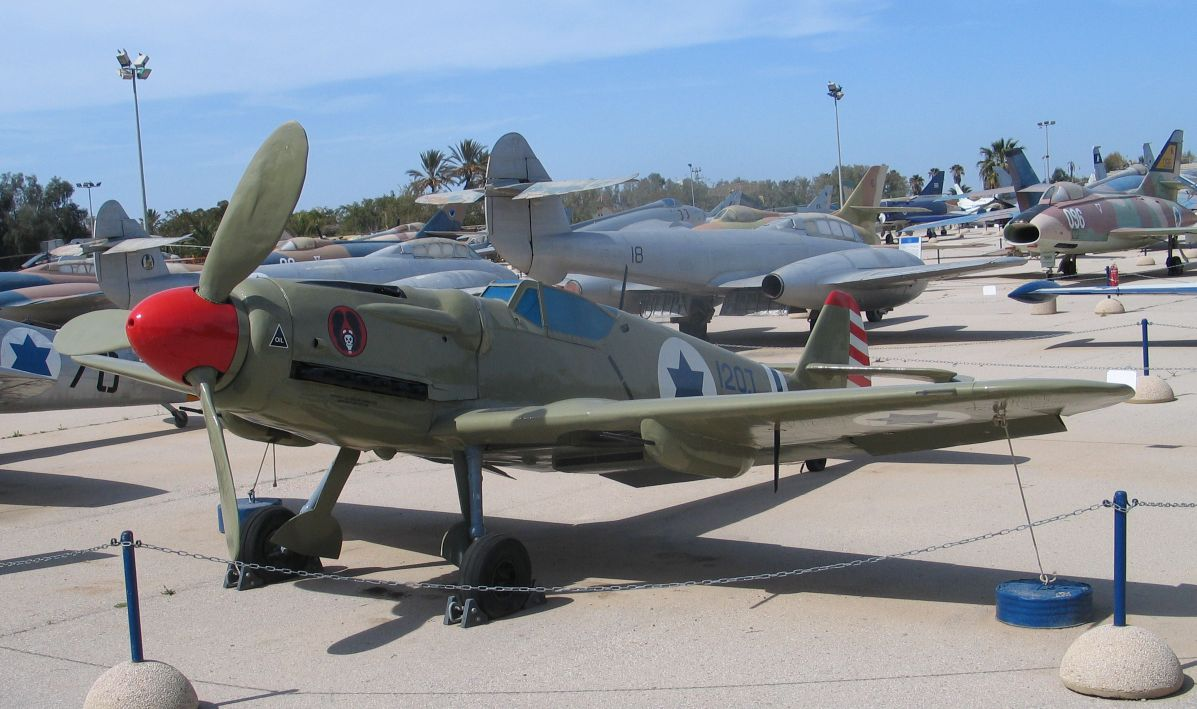
Eine Avia S-199 der 101. Staffel „First Fighter“ heute im IAF-Museum beim Militärflugplatz Chazerim
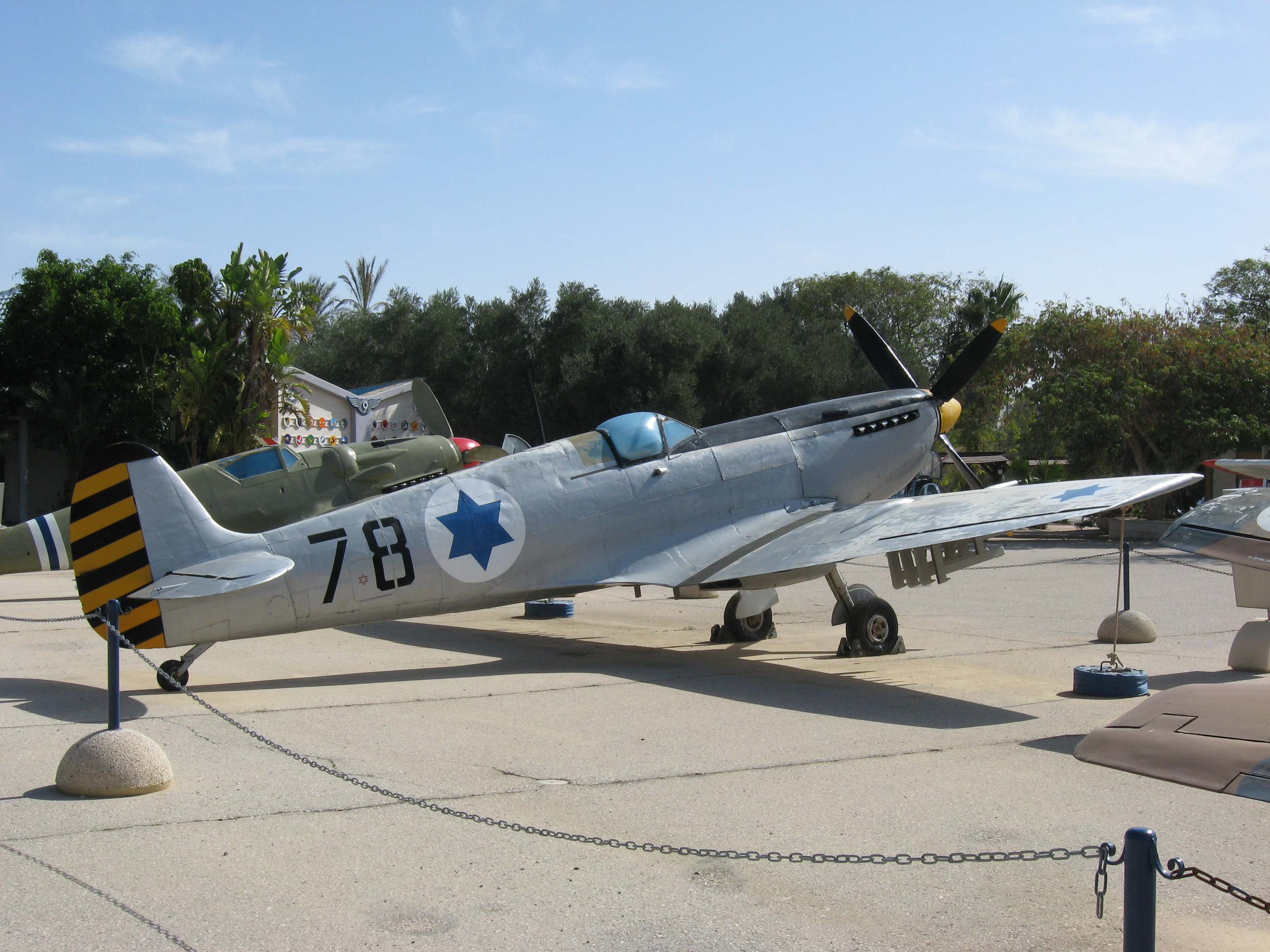
Eine Spitfire Mk.IXe der 101. Staffel „First Fighter“ aus den Anfangstagen der IAF im IAF-Museum
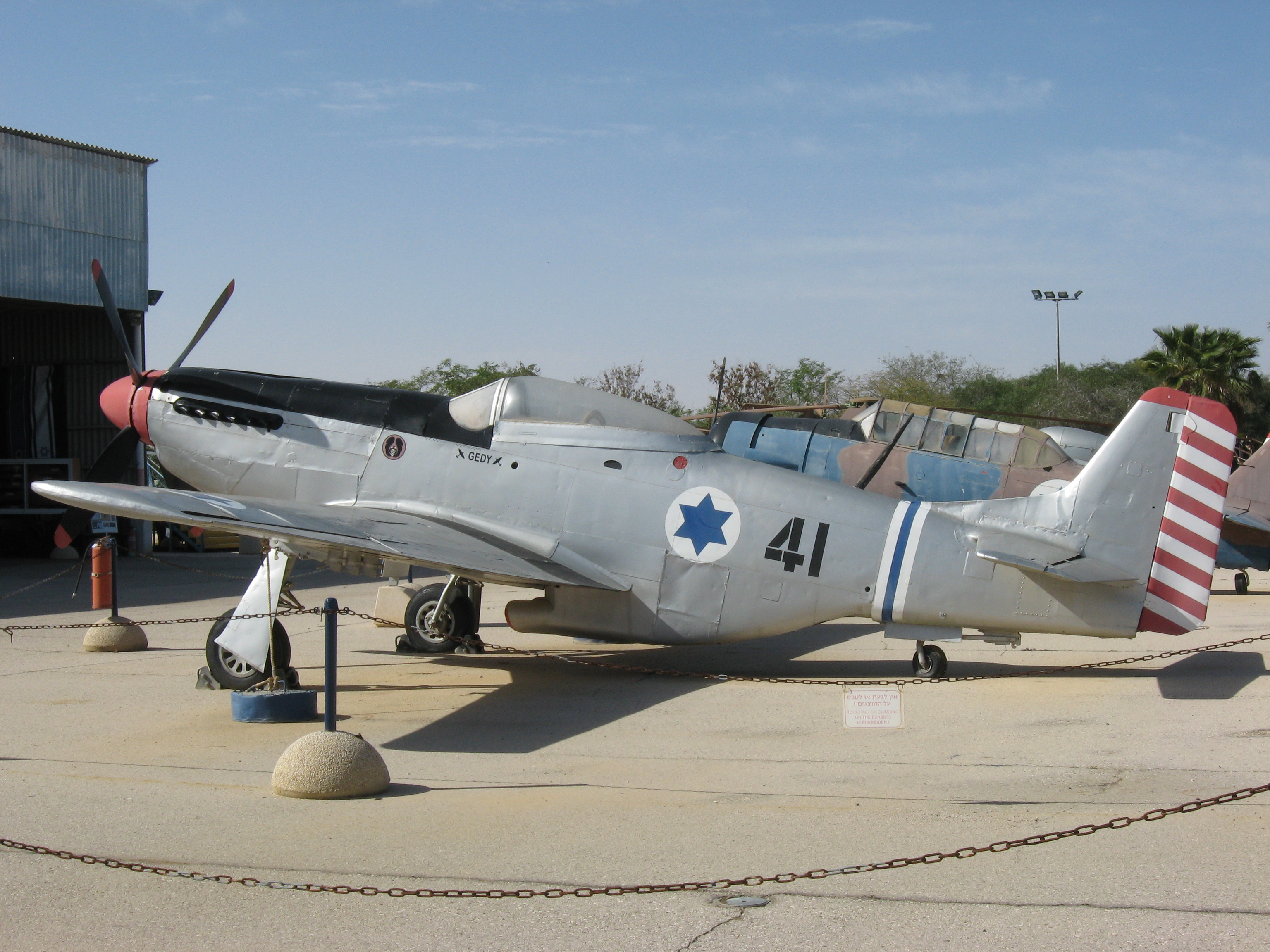
Eine P-51D Mustang der 101. Staffel „First Fighter“ im IAF-Museum beim Militärflugplatz Chazerim

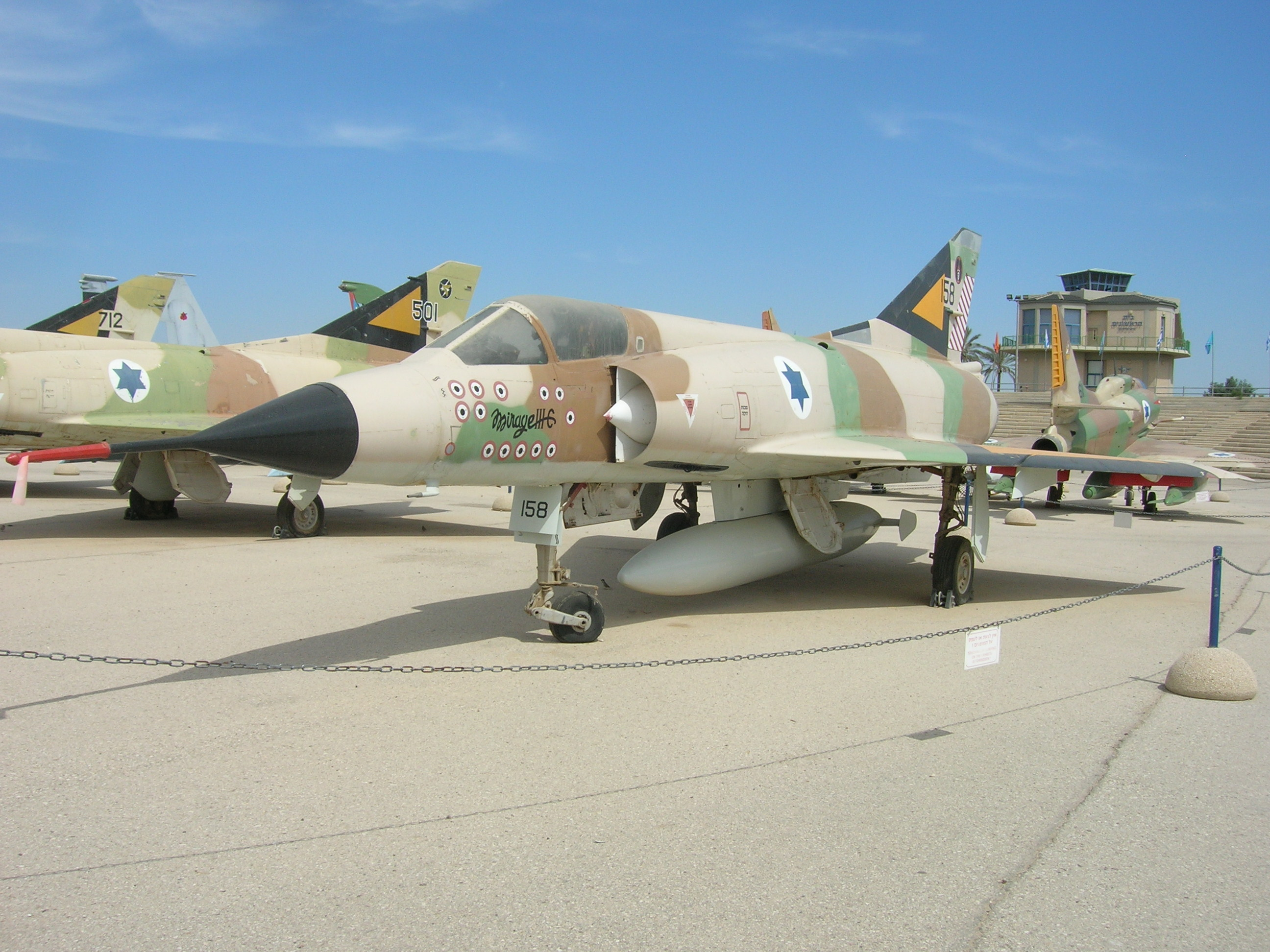
Eine Dassault Mirage IIICJ Shahak der 101. Staffel „First Fighter“ von Chazor mit 13 Abschüssen („Kill Markings“) im IAF-Museum bei Chazerim

Im April 1956 kehrte die 101. Staffel nach Chazor zurück und erhielt mit der Dassault Mystère IV A ihren ersten Jet (siehe: Operation Schacharit), dem ab 1962 die weiter entwickelte Dassault Mirage IIICJ Shahak folgte (siehe Bild rechts). Diese kam dann mit großen Erfolg während des Sechstage-, des Abnutzungs- und des Jom-Kippur-Krieges zum Einsatz. Ab 1971 bzw. 1976 wurden die in Israel gebauten und auf der Dassault Mirage 5 basierenden IAI Nescher (Gänsegeier) und die verbesserte IAI Kfir (junger Löwe) als zusätzliche Flugzeuge an die Staffel übergeben. Ab 1987 flog sie schließlich die F-16C/D Barak und war seit ihrer Gründung an zahlreichen Einsätzen und Kriegen beteiligt gewesen.

#### 105. Staffel „Scorpion“
Auf dem Militärflugplatz Ramat David im August 1950 wurde eine Gruppe innerhalb der 101. Staffel gegründet, die Piloten für Angriffe auf Bodenziele schulen sollte. Sie erhielt den Spitznamen "Scorpion" und wurde bald darauf als 105. Staffel ausgegliedert. Sie flog zunächst die englische Spitfire, später die US-amerikanische P-51 Mustang und anschließend mit der französischen Dassault Mystère IV ihren ersten Jet. 1958 zog sie nach Chazor um und erhielt als einzige Staffel in Israel die neue Super Mystère B2 (SMB2) Sambad. Diese Jets wurden schließlich unter dem Namen Saar von IAI aufgerüstet (siehe Bild in unterer Galerie) und flogen dann noch bis Ende der 1970er Jahre – zuletzt in anderen Staffeln. Ab 1975 wurde die F-4 Phantom II Kurnas eingeführt, dann ebenfalls die IAI Kfir und ab 1991 schließlich die F-16C/D Barak. Auch sie war an zahlreichen Einsätzen beteiligt.

#### 109. Staffel „The Valley“
Die 109. Staffel „The Valley“ wurde 1951 noch unter anderem Namen auf Tel Nof gegründet und von 1952 bis 1956 nach Chazor verlegt, wo sie insgesamt 25 von den Briten gekaufte De Havilland Mosquitos als Jagdbomber und als Aufklärungsflugzeug flog. 1956 nahm sie mit diesen an den Auseinandersetzungen der Suezkrise teil. Danach wurden ihre Mosquitos stillgelegt und die Staffel nach Ramat David verlegt, wo sie andere Flugzeuge und ihren heutigen Namen „The Valley“ erhielt.

#### 113. Staffel „Hornet“
Die 113. Staffel „Hornet“ wurde 1955 auf Chazor als zweite Jet-Staffel der IAF gegründet – nach der 1953 auf Ramat David gegründeten 117. Staffel „First Jet“ – und flog die Dassault Ouragan (Hurrikan), ab 1973 die IAI Nescher (Gänsegeier) und ab 1976 die verbesserte IAI Kfir (junger Löwe). 1986 wurde die Staffel auf Chazor geschlossen und 1989/90 auf dem Militärflugplatz Ramon mit AH-64 Apache Kampfhubschraubern wieder neu aufgestellt.

#### 201. Staffel „The One“
Die 201. Staffel „The One“ wurde im September 1969 auf Chazor als erste von später fünf F-4E Phantom II Kurnass Staffeln eröffnet. Diese nahm dann am Abnutzungskrieg mit Ägypten und am Jom-Kippur-Krieg teil und erlitt in letzterem schwere Verluste. Im Juni 1988 wurde die Staffel mit ihren Phantoms nach Tel Nof verlegt, wo diese bis 2004 im Dienst blieben.

#### Galerie ehemals stationierter Flugzeuge
Die meisten Flugzeugtypen aus früheren Zeiten befinden sich heute im IAF-Museum direkt neben dem Militärflugplatz Chazerim:

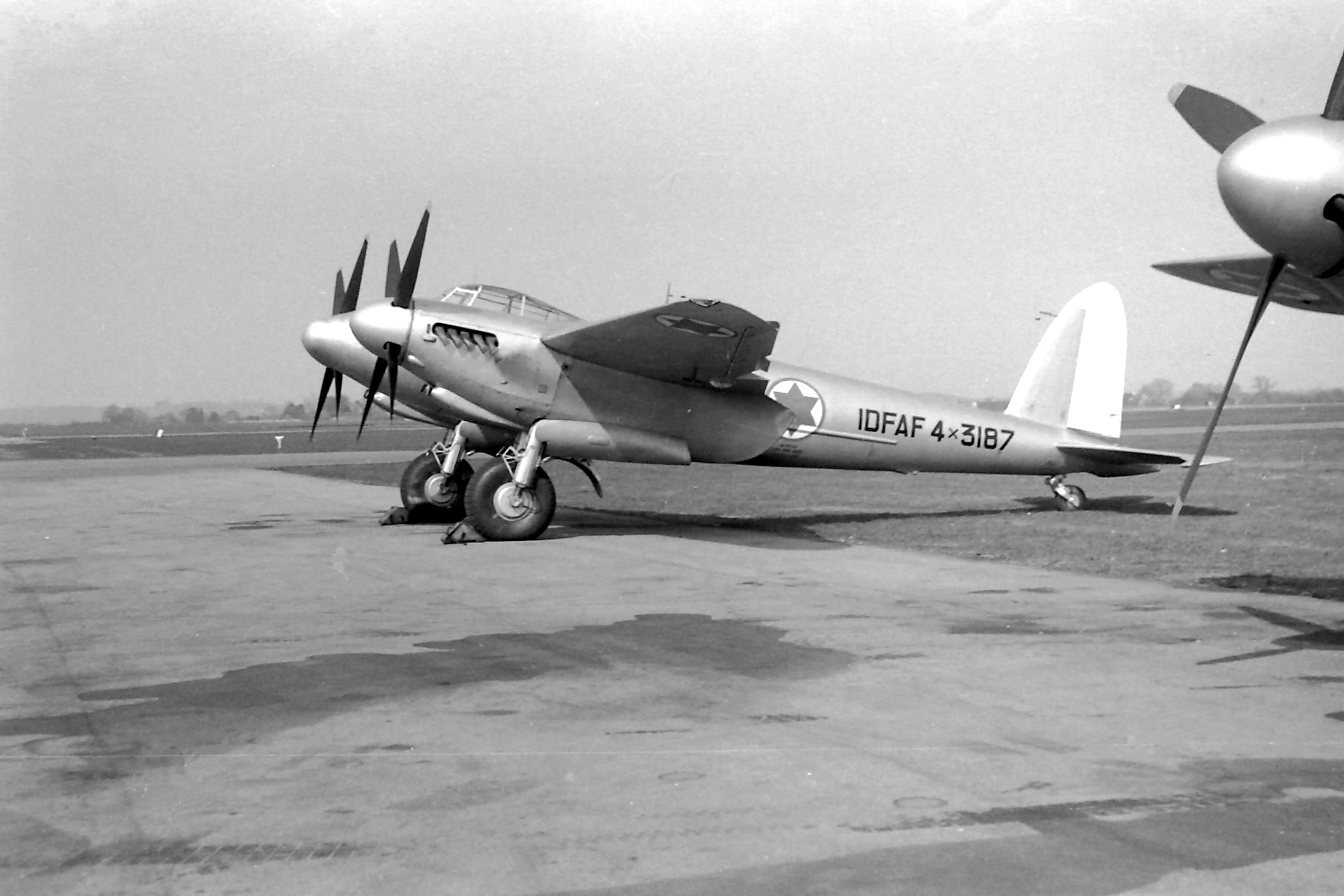
De Havilland DH.98 Mosquito 1955, wurde während der Suezkrise (1956) als Bomber eingesetzt
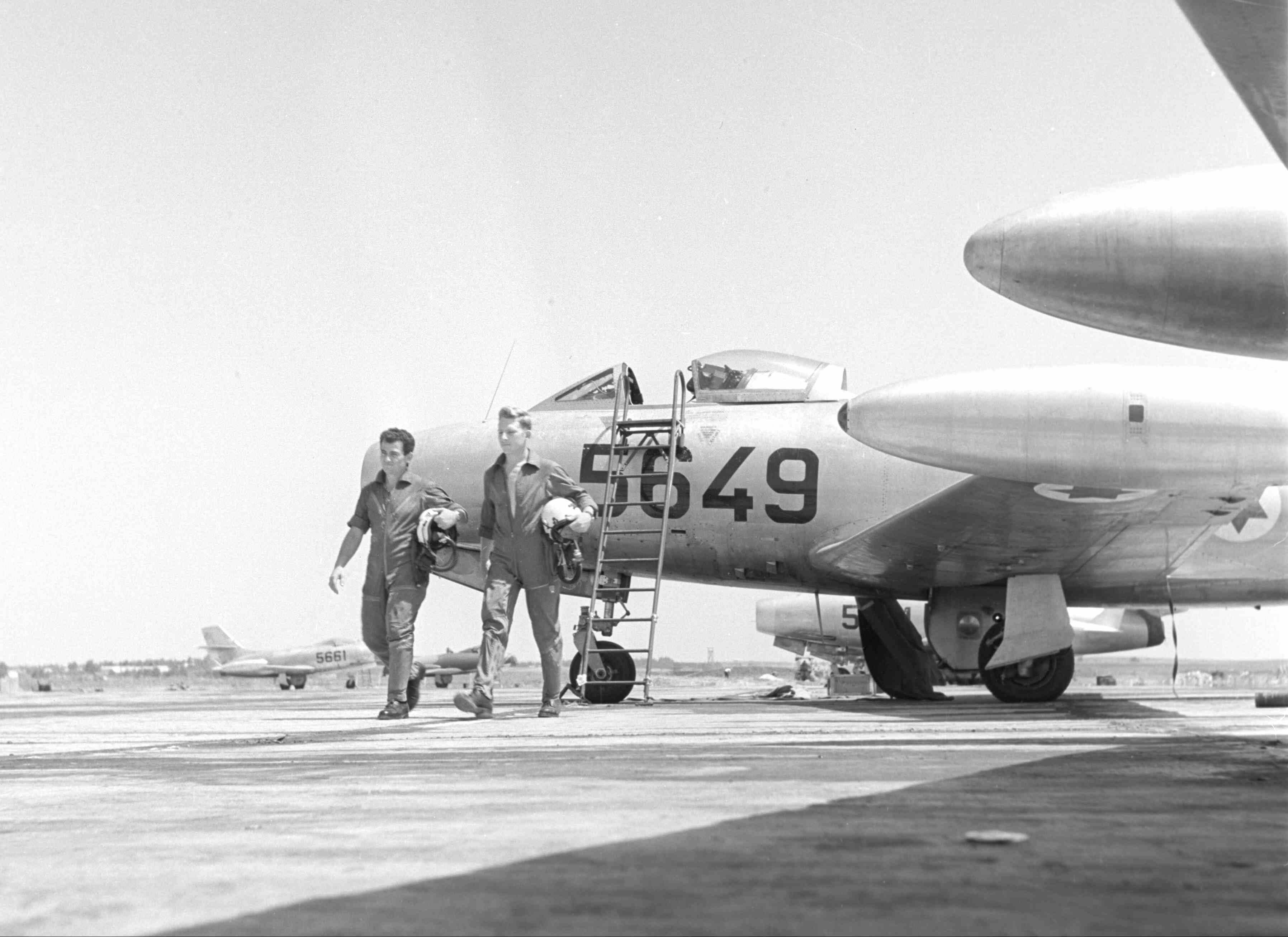
Zwei israelische Piloten nach dem Ausstieg aus ihren Dassault Ouragan Kampfjets im Juli 1956 auf Chazor
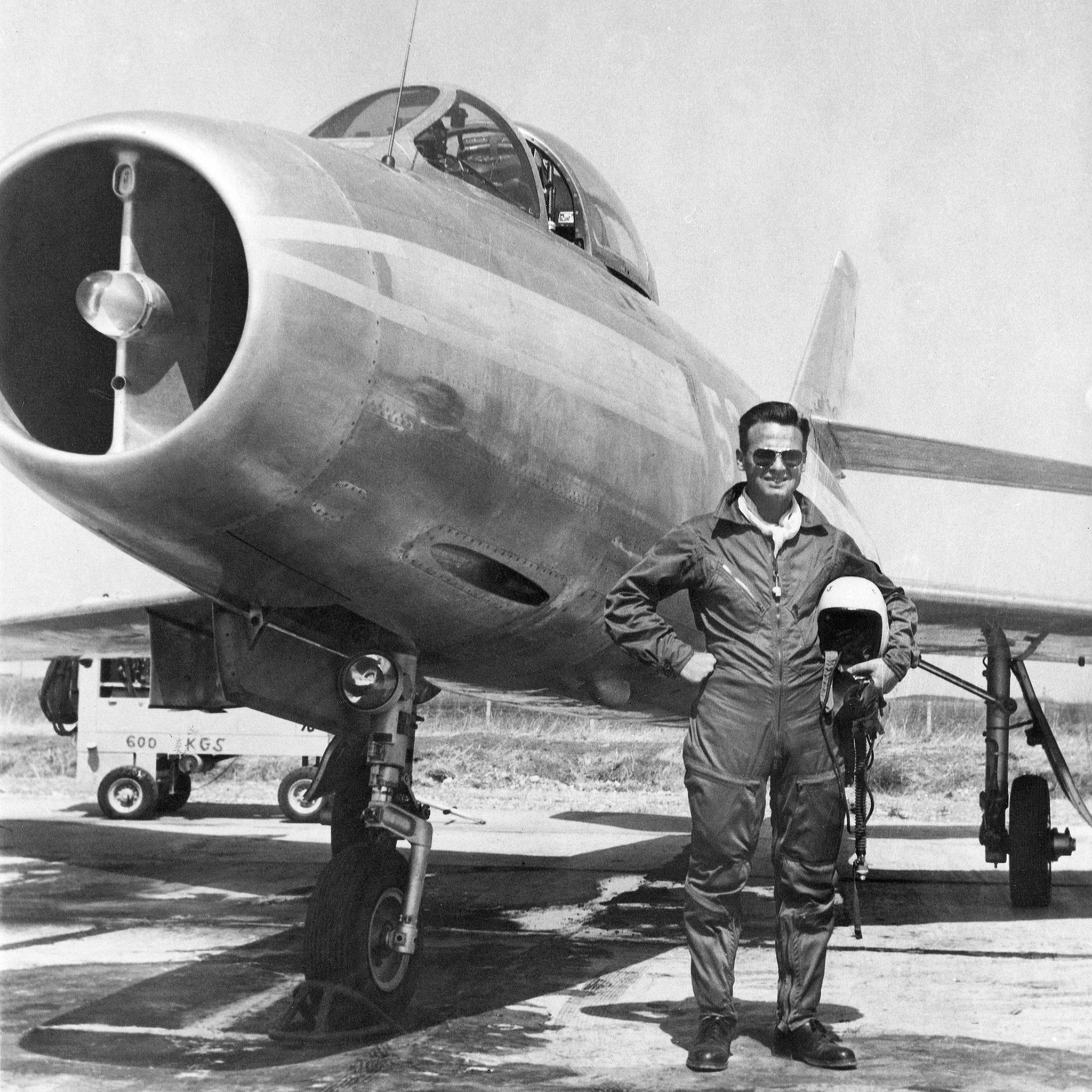
IAF-Testpilot Danny Shapira vor einem neuen Dassault Mystère IV A Jet im Juni 1956 auf Chazor
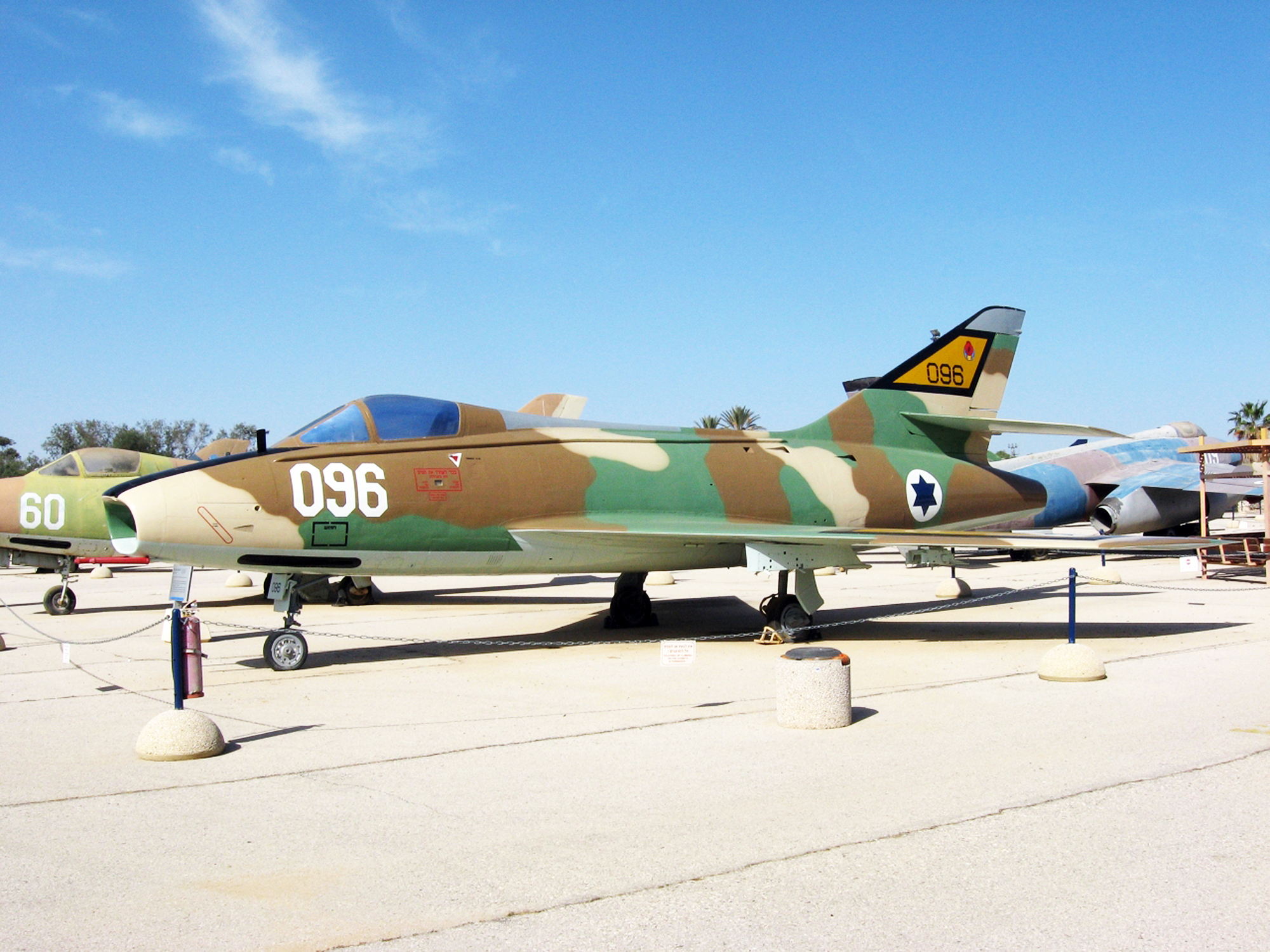
Eine Super Mystère B2 (SMB2) Saar der 105. Staffel „Scorpion“ ab 1958, im IAF-Museum auf Chazerim
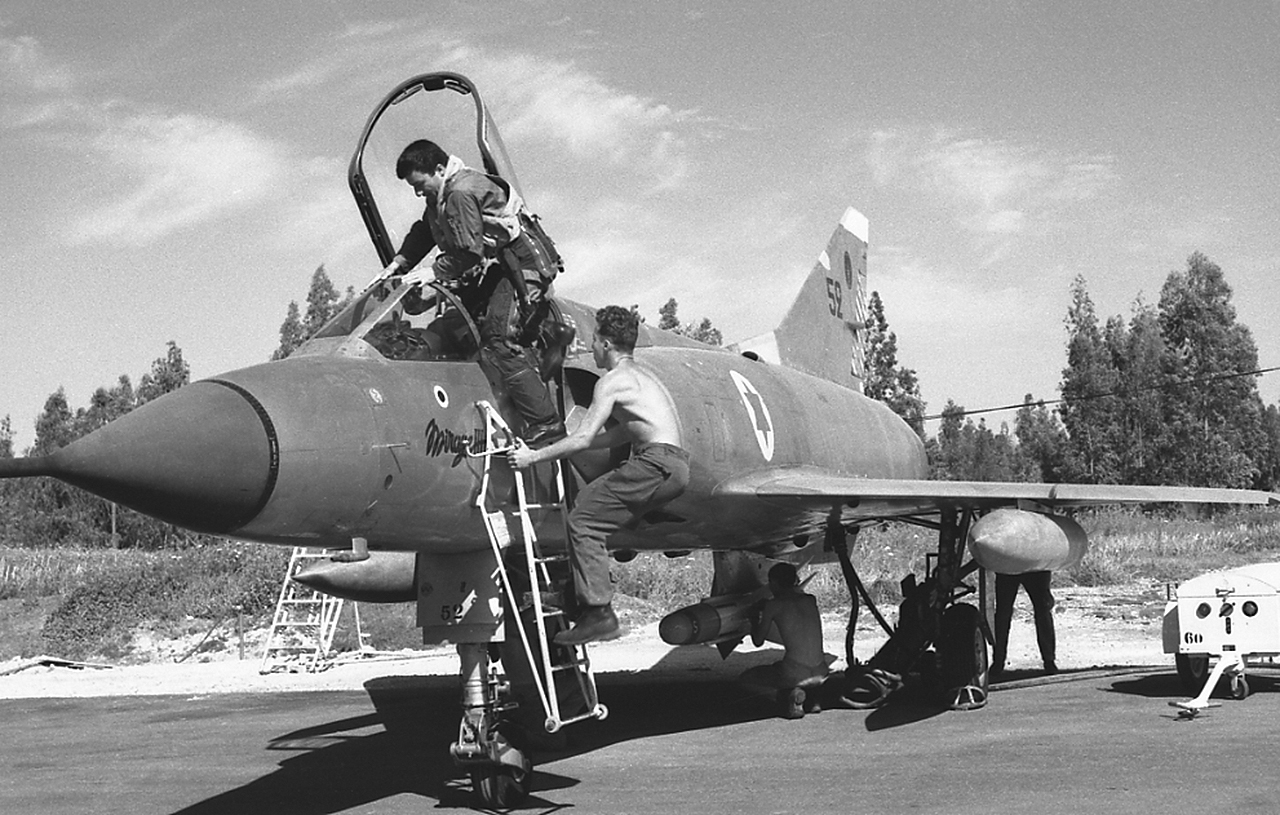
Eine Mirage IIICJ Shahak der 101. Staffel „First Fighter“ wird auf Chazor einsatzbereit gemacht, Juni 1967
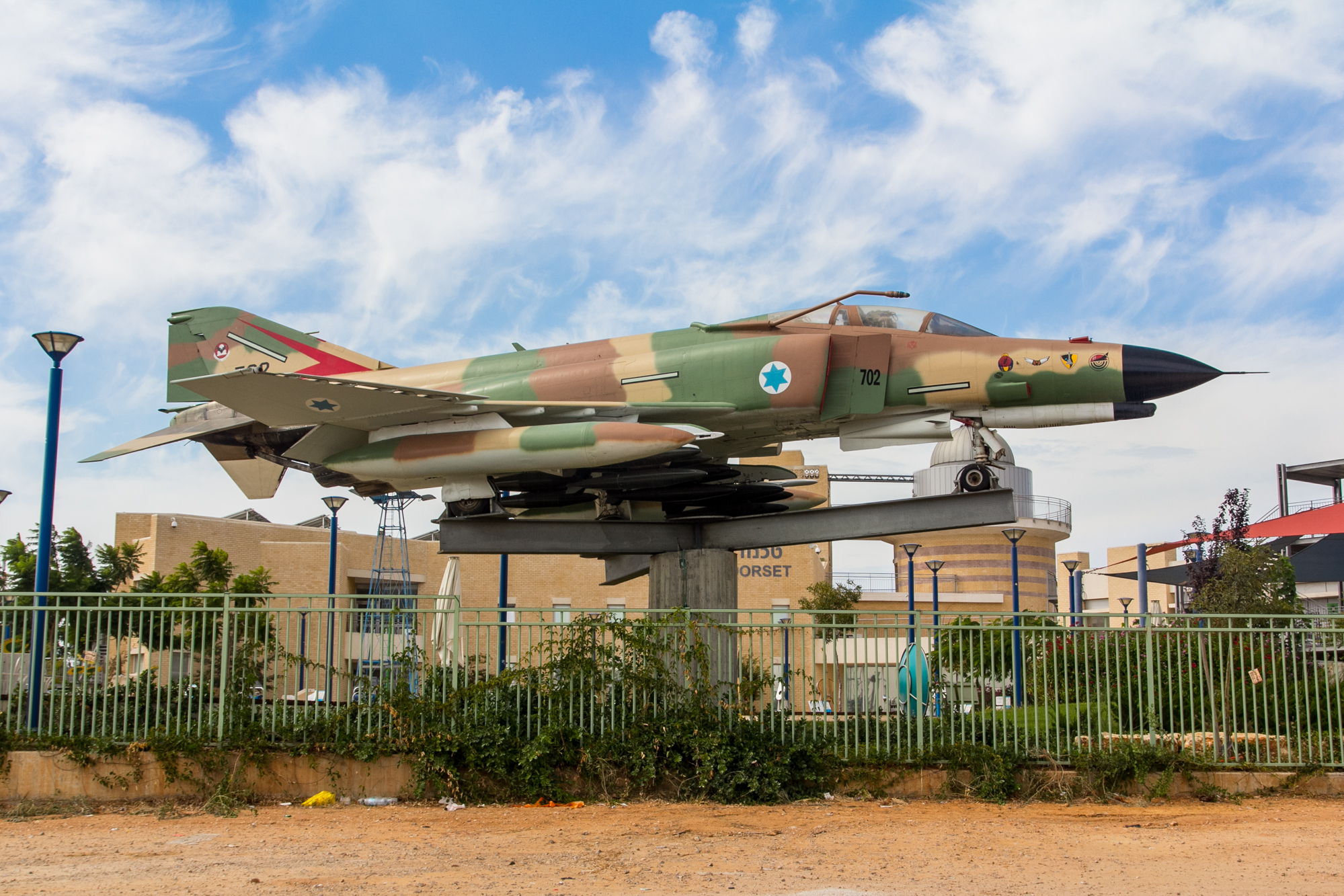
Eine F-4E Phantom II Kurnass, auch von der 201. Staffel „The One“ ab 1969, an der Giv'at Olga Technoda
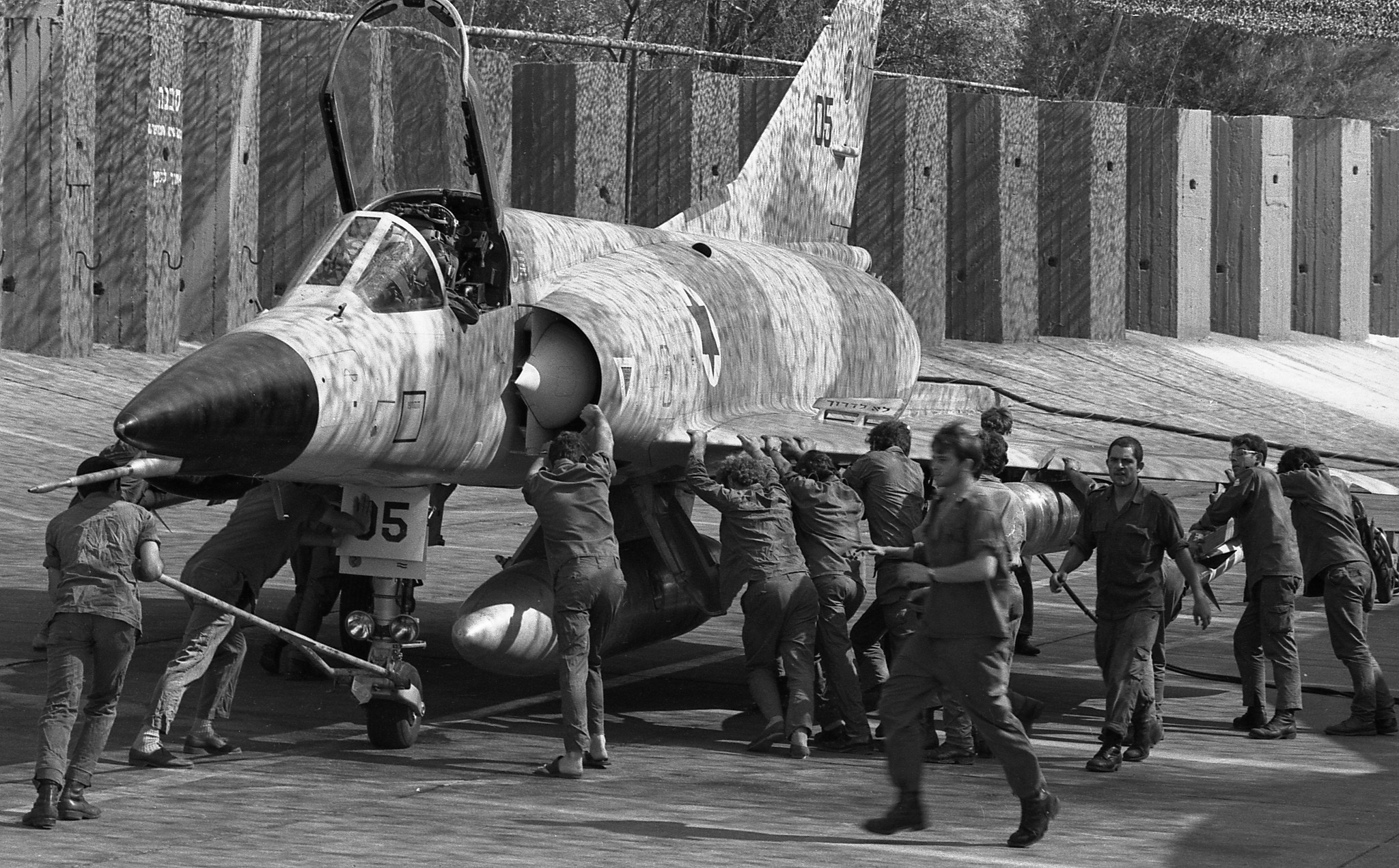
Eine IAI Nescher der 113. Staffel „Hornet“ wird im Oktober 1973 auf Chazor wieder startklar gemacht
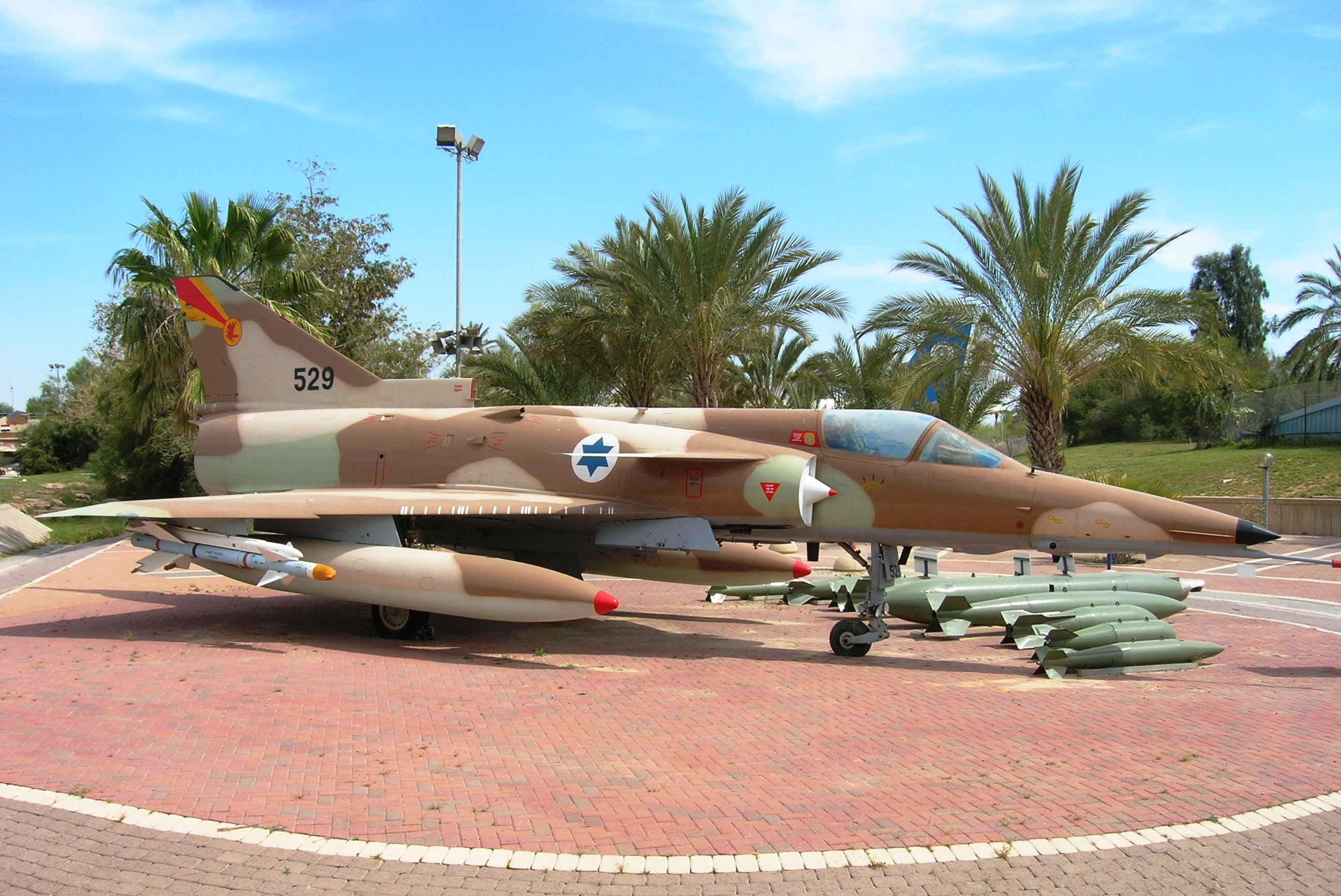
Eine in Israel gebaute IAI Kfir der 144. Staffel „Phoenix“ ab April 1975, im IAF-Museum bei Chazerim

Nachdem in der Anfangszeit der IAF ab 1948 Propellerflugzeuge noch aus verschiedenen Ländern eingekauft worden waren, wurden ab Mitte der 1950er Jahre die französischen Hersteller Sud und Dassault zu den alleinigen Lieferanten für israelische Kampfjets, was bis zum Sechstagekrieg 1967 auch so blieb. Als dann aber der französische Staatspräsident Charles de Gaulle aufgrund dieses Krieges und weiterer Ereignisse ein totales Waffenembargo seines Landes gegenüber Israel verhängte, wandte man sich den Vereinigten Staaten zu und baute auch eigene Jets, wie die IAI Nescher und die IAI Kfir. All dies lässt sich anhand der oberen Foto-Galerien gut nachvollziehen.
In den ersten 18 Jahren des neu gegründeten Staates Israel gab es nur die drei von den Briten übernommenen Militärflugplätze Tel Nof, Ramat David und Chazor, wobei auf letzterem meist die neuesten und leistungsfähigsten Kampfjets stationiert wurden. Dies änderte sich aber im Laufe der Zeit als weitere Airbases gebaut wurden, bis schließlich im Jahr 2021 die letzten auf Chazor verbliebenen Staffeln 101 und 105 mit F-16C/D Kampfjets nach Ramat David im Norden Israels umzogen, sodass von da an keine bemannten Jets mehr auf Chazor stationiert waren (siehe Einheiten).

### Operation Schacharit
Im April 1956 begann mit der Operation Schacharit (Morgengebet im Judentum) die Lieferung von Dassault Mystère IV A Jets von Frankreich nach Israel. 12 Flugzeuge trafen in der ersten Welle auf Chazor ein (siehe Fotos unterhalb), 12 weitere im August, und im Oktober – kurz vor der Suezkrise – starteten noch einmal 36 Flugzeuge in zwei Wellen in Frankreich. Auf ihrem Weg nach Israel landeten die Flugzeuge zum Auftanken in Brindisi, Italien. Dort gab man vorher an, dass es sich um Jets handeln würde, die von Israel nach Frankreich flögen, um an ihnen Reparaturen durchzuführen. Bei der letzten großen Überführung waren sie in zwei 18er-Gruppen mit identischen Hecknummern unterteilt, sodass es den Anschein hatte, als würden die Jets hin- und zurückfliegen. Insgesamt trafen 61 Flugzeuge in Israel ein (darunter ein Fotoflugzeug), von denen aber einige aufgrund von Mangel an Ersatzteilen und Munition nicht kampftauglich gemacht werden konnten.

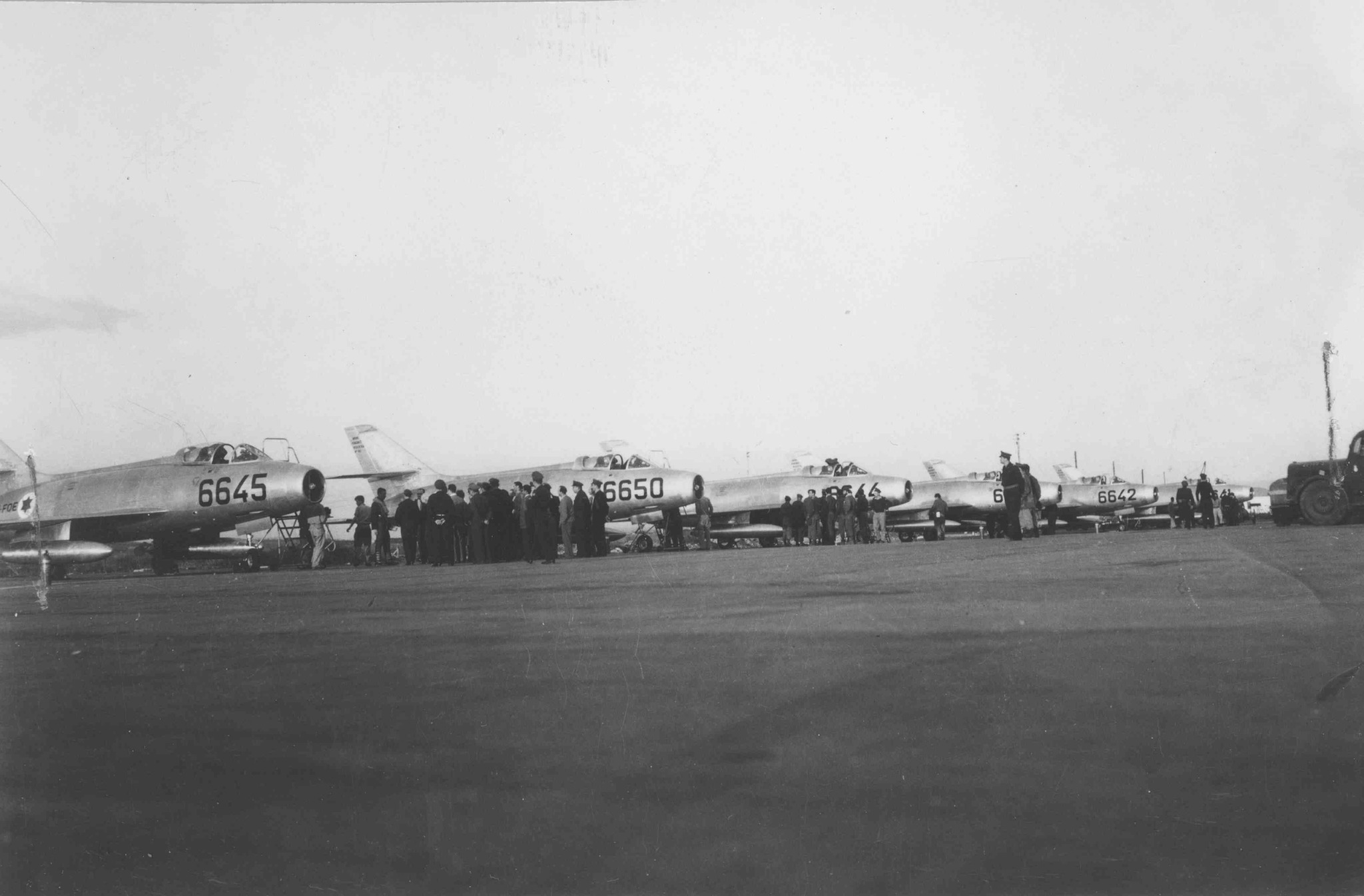
Neue Dassault Mystère IV A Jets für die IAF auf Chazor im April 1956 durch die Operation Schacharit
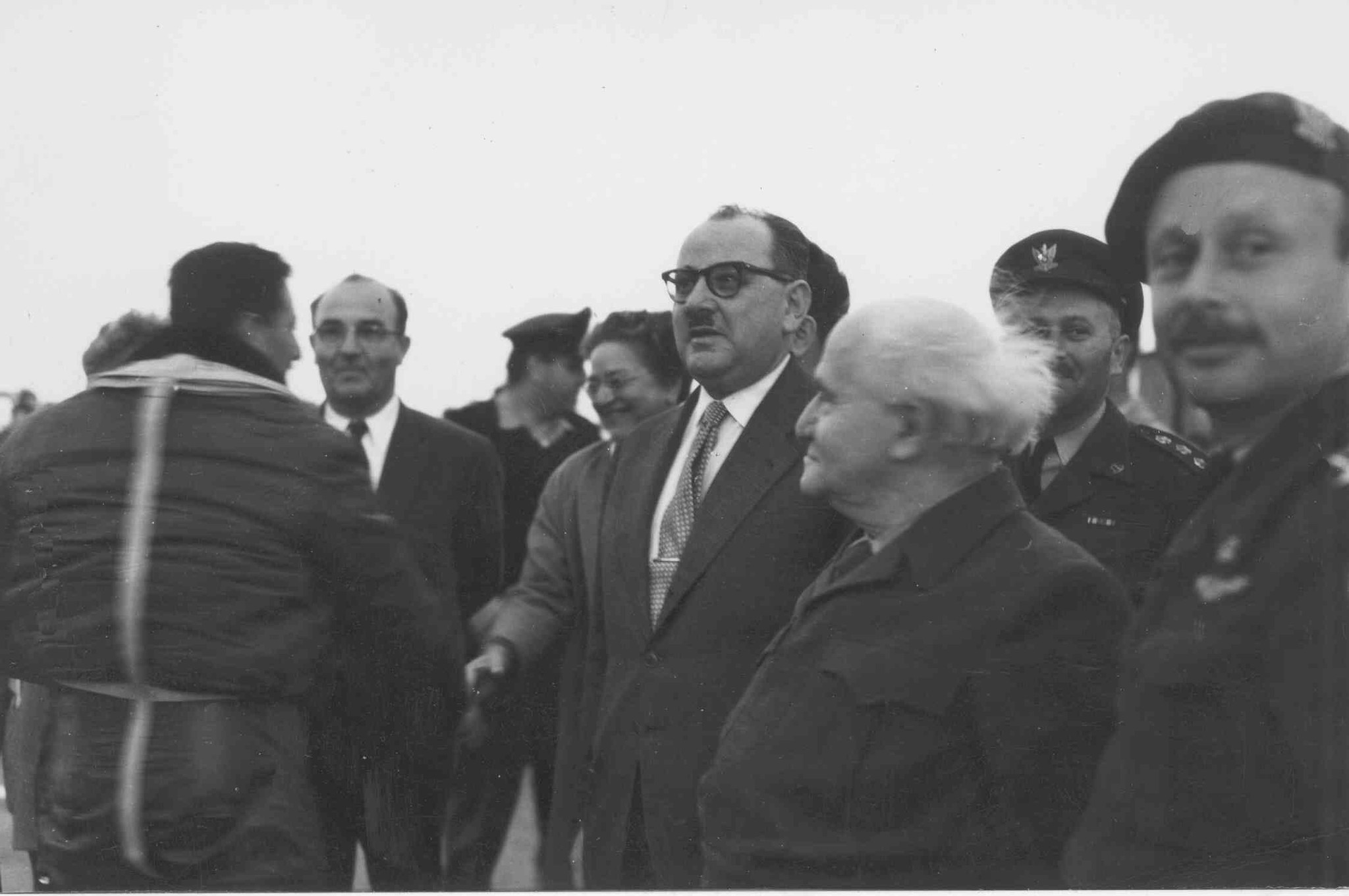
Politiker und Militärs bei der Ankunft der neuen Dassault Mystère IV A Jets auf Chazor im April 1956
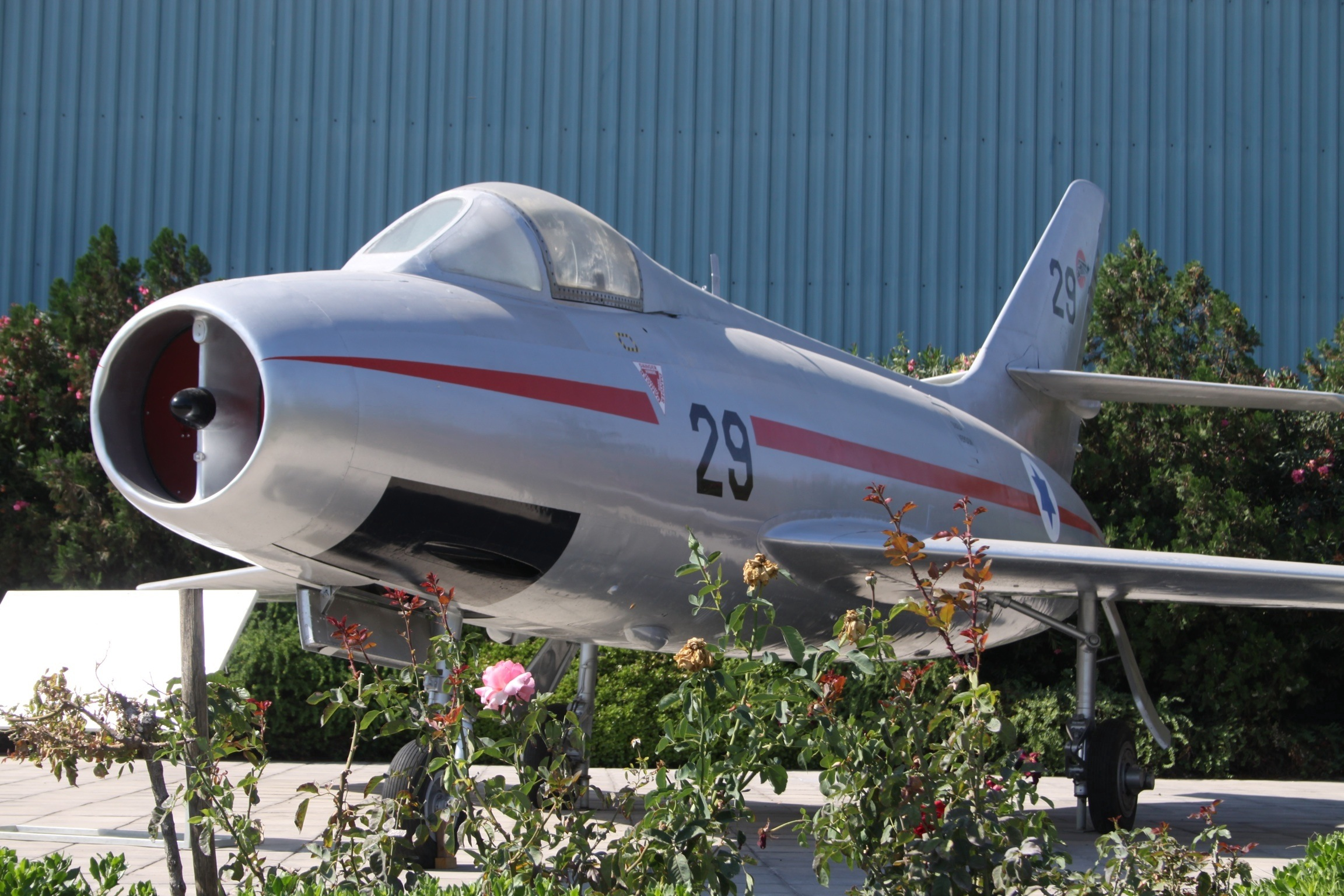
Eine Mystère IV A der 116. Staffel „Defenders of the South“ von Chazor, ausgestellt 2008 in Santiago de Chile

### Desertierte Piloten
- Am 19. Januar 1964 desertierte ein Jak-11 Schulflugzeug der ägyptischen Luftwaffe mit Kapitän Mahmoud Abbas Hilmi an Bord nach Chazor. Der 26-jährige ägyptische Fluglehrer bat nach der Landung um politisches Asyl.

- Am Morgen des 16. August 1966 landete eine irakische MiG-21 auf der Chazor Airbase, Höhepunkt der Operation Diamond. Munir Redfa, ein irakischer Kampfpilot, war vom Mossad dazu überredet worden, das Spitzenprodukt der damaligen sowjetischen Flugzeugtechnik nach Israel zu fliegen.[19]

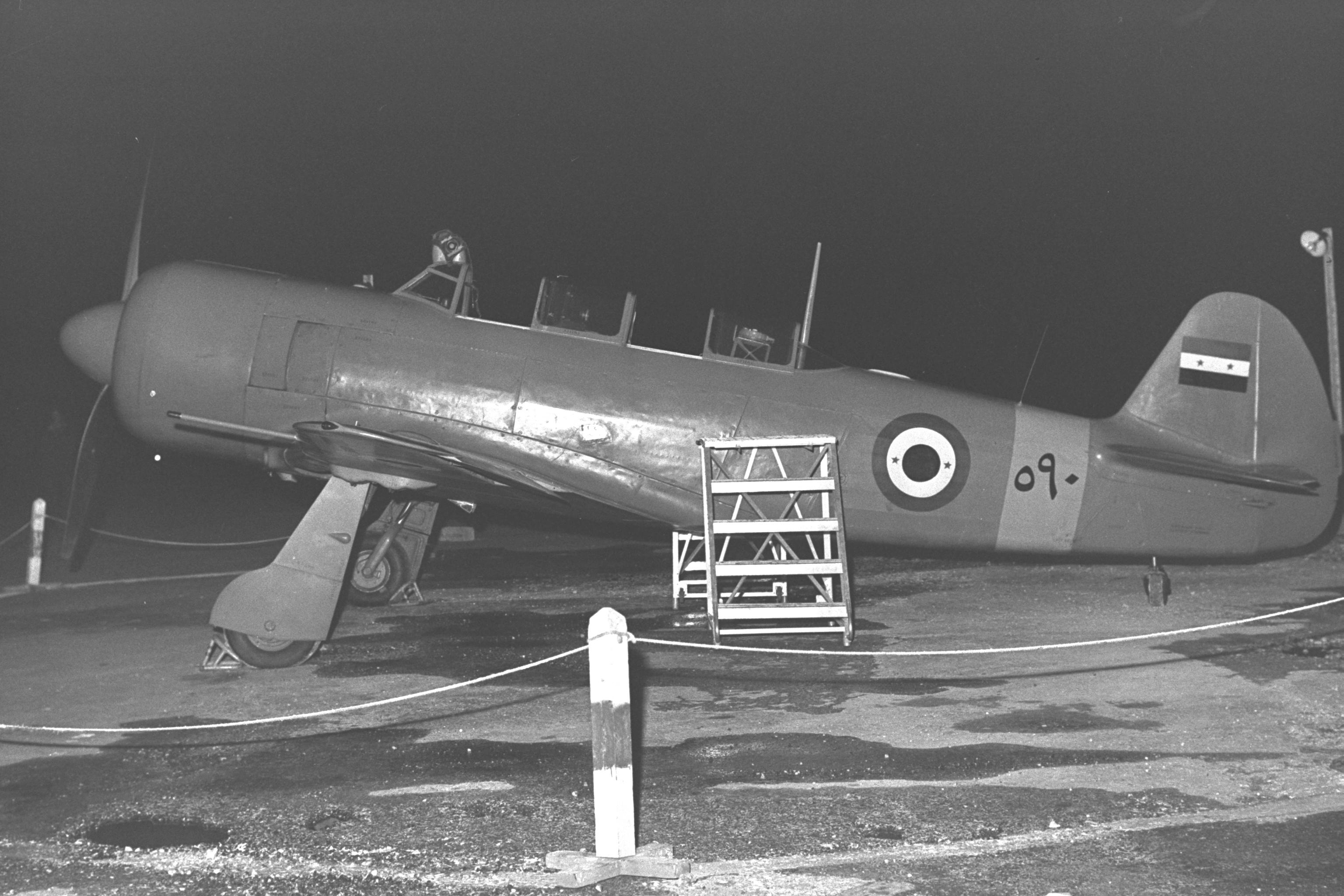
Anfang 1964 desertierte ein ägyptischer Pilot in einem Jak-11-Trainer nach Chazor
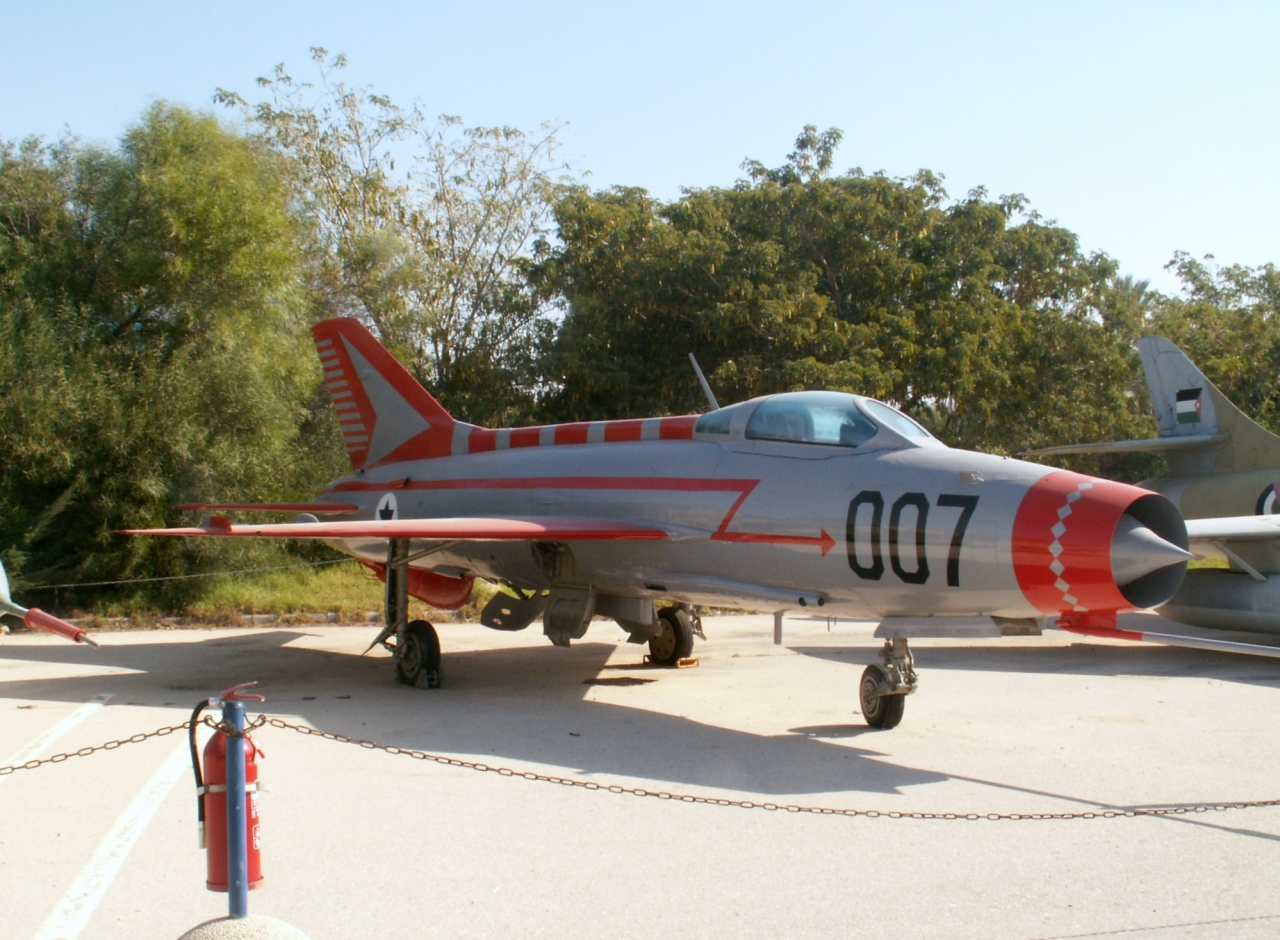
Die 1966 aus dem Irak nach Chazor desertierte MiG-21 im Museum der Israelischen Luftwaffe
- Originalaufnahmen der desertierten irakischen MiG-21 von 1966

### Überflutungen
Da sich der Militärflugplatz in einem Tal zwischen den Bächen Nachal haʾElah und dessen Zufluss Nachal Barqaʾi befindet – die aber bis auf wenige regenreiche Wochen die meiste Zeit des Jahres trocken liegen – ist es seit seiner Gründung wiederholt zu Überflutungen gekommen, wobei militärisches Gerät in Mitleidenschaft gezogen wurde. Dies geschah in den 1950er Jahren, im Winter 1991/92, 2013 und zuletzt im Jahr 2020, als Kampfflugzeuge und eine Batterie mit Abwehrraketen so schwer beschädigt wurden, dass die Reparaturen fünf Monate in Anspruch nahmen. Dies ist auch ein Grund dafür, warum im Jahr 2021 die letzten beiden Staffeln mit bemannten Kampfflugzeugen von Chazor auf den Militärflugplatz Ramat David im Norden Israels verlegt wurden. Auch wird der weitere Ausbau der Airbase hauptsächlich im Nordbereich betrieben, der von Überflutungen nicht betroffen ist (siehe Karte).

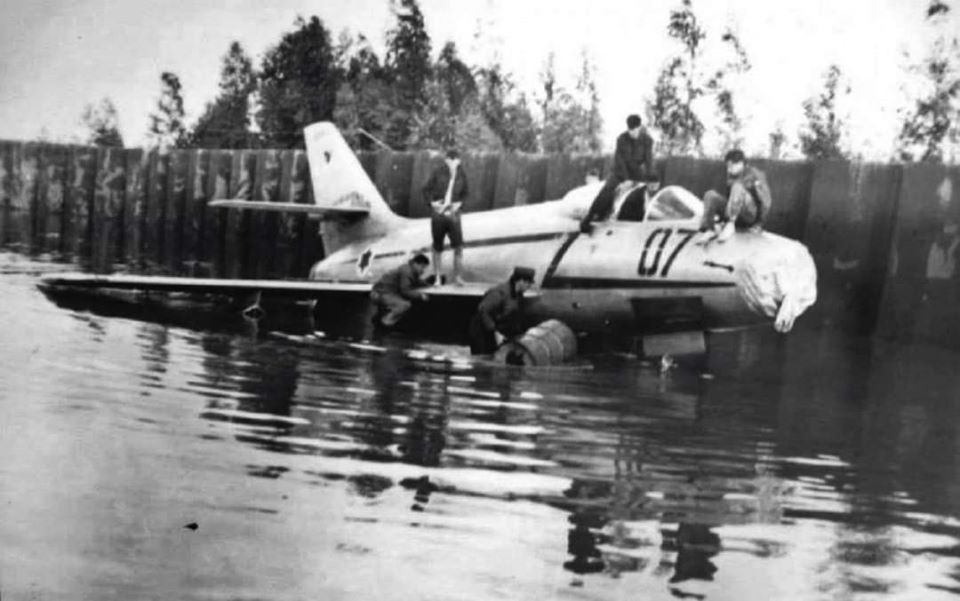
Durch die Überflutung der Chazor Airbase Ende der 1950er Jahre ist ein Dassault Mystère IV A Jet betroffen
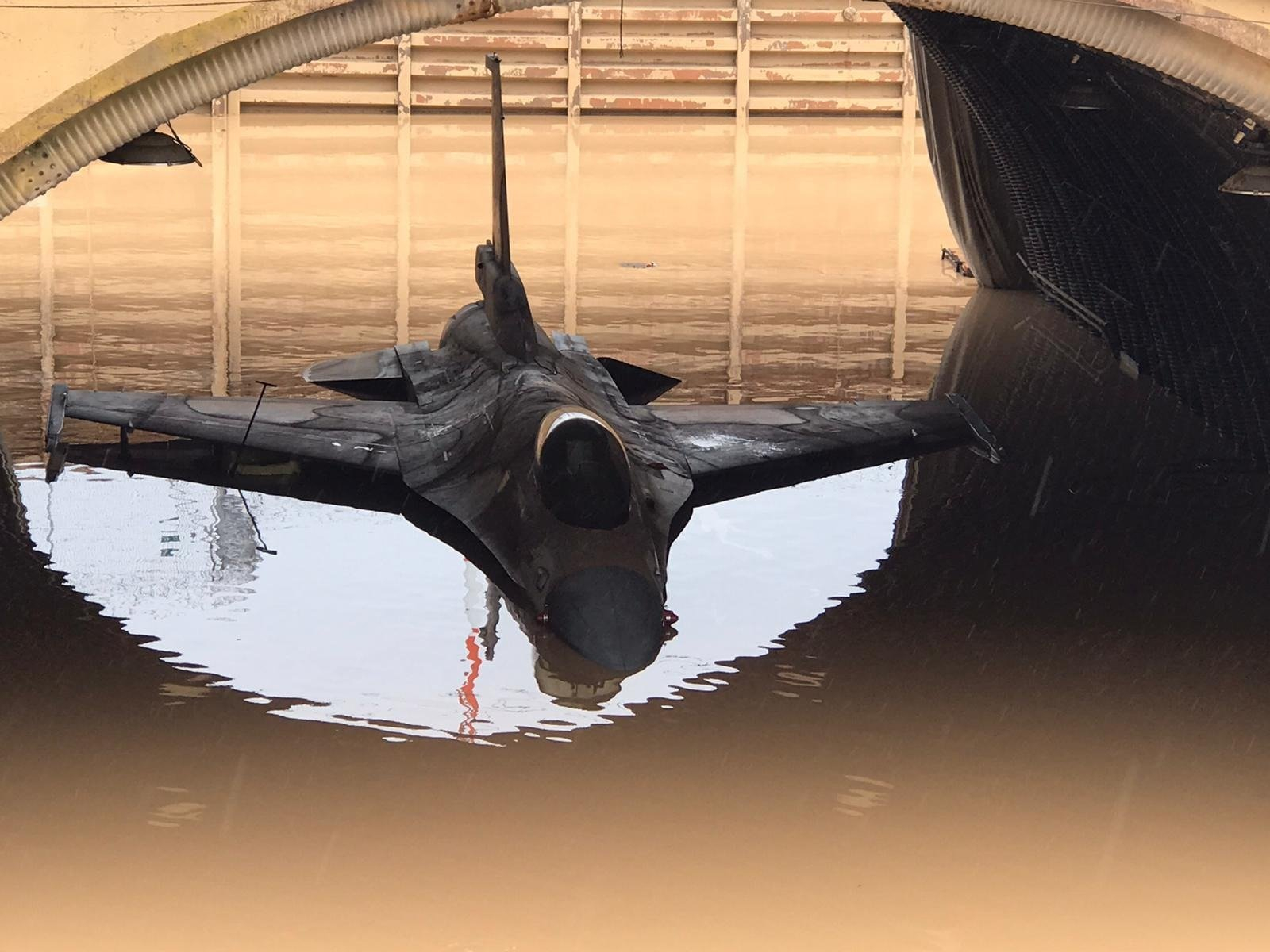
Eine F-16C Barak geht in ihrem Shelter baden – auf der Chazor Airbase im Januar 2020
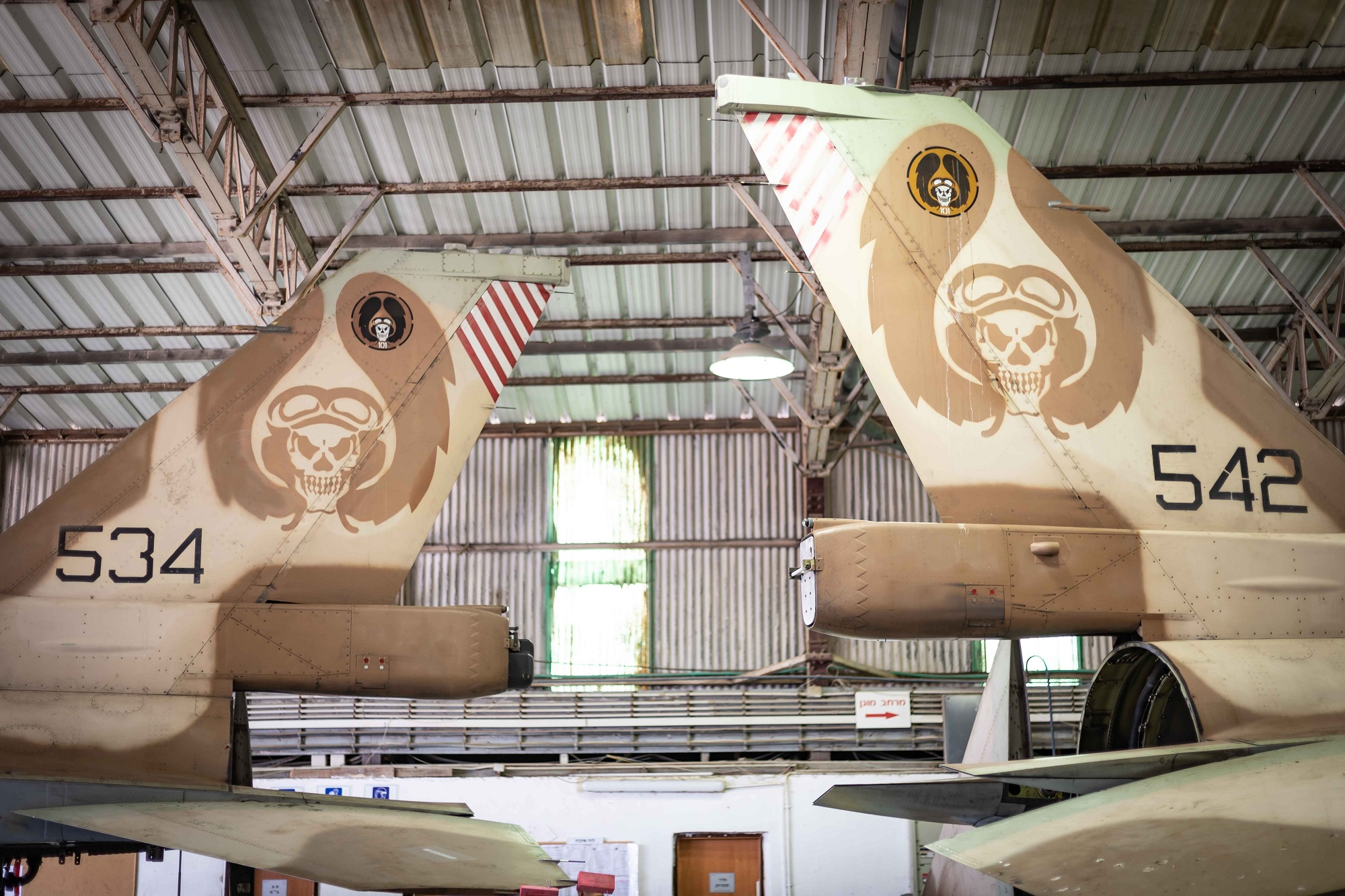
Von der Überflutung betroffene und reparierte F-16-Jets der 101. Staffel „First Fighter“ im Juni 2020
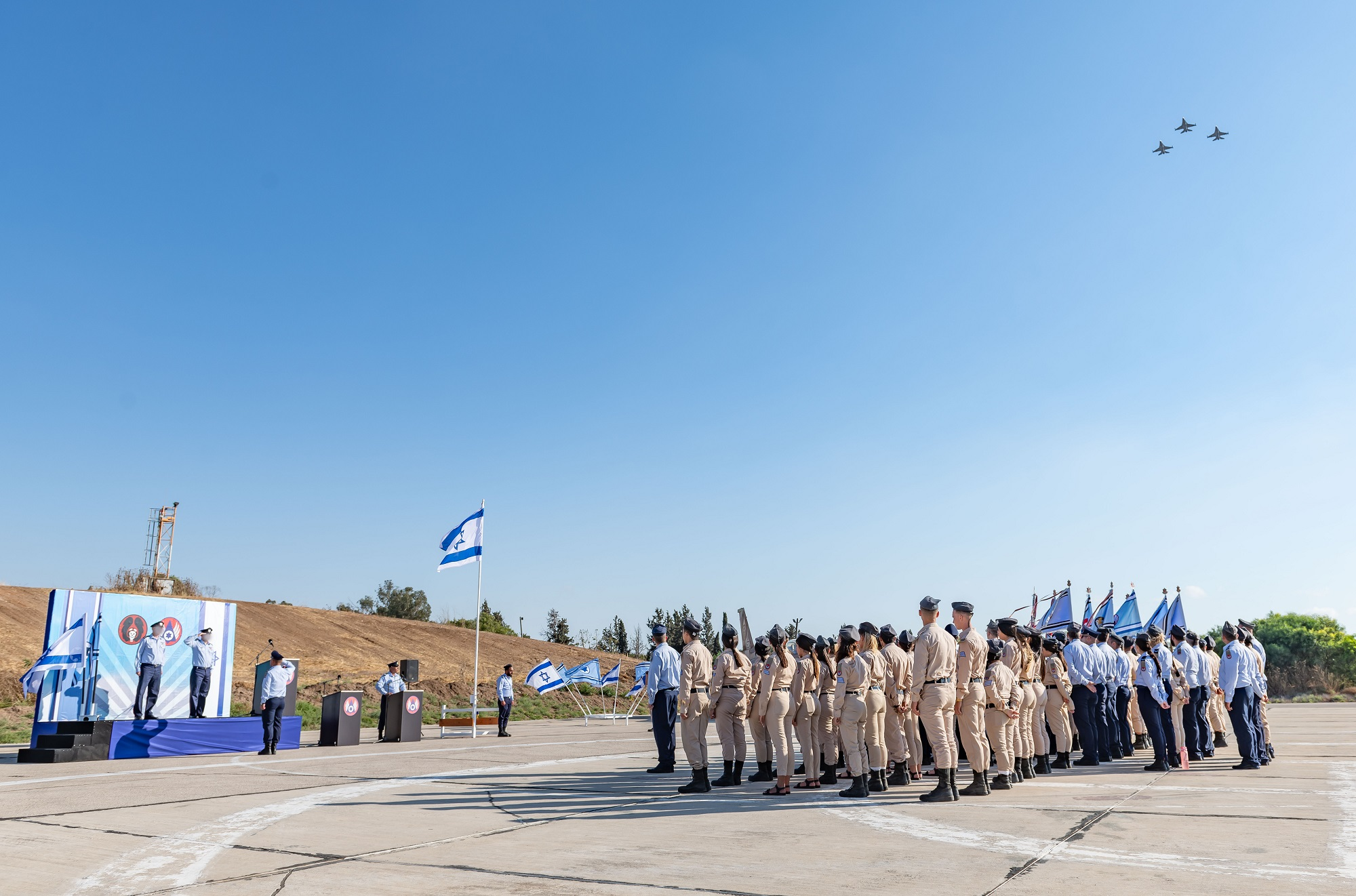
Abschied und Umzug der 101. Staffel „First Fighter“ zum Militärflugplatz Ramat David im Juni 2021

### Simulatoren-Netzwerk
2010 wurde auf Chazor eine Flugzeugstaffel eingeführt, die nie vom Boden abheben wird. Ein Netzwerk von acht Simulatoren nutzt 3D-Satellitenbilder, speziell auch von Syrien und dem Libanon, damit Kampfpiloten in ihren F-15- und F-16-Jets Einsätze über feindlichem Gebiet und das Ausweichen bei Beschuss mit Boden-Luft-Raketen realistisch und gefahrlos üben können. Es gibt dort Simulatoren für alle F-15- und F-16-Modelle, die die IAF besitzt.

### Abwehrraketen
Am 2. April 2017 wurden auf dem Stützpunkt die ersten beiden Batterien des neuen Raketenabwehrsystems David’s Sling installiert. Nicht weit entfernt vom Gazastreifen dienen sie in erster Linie dazu, von dort abgefeuerte Raketen der Hamas und des Islamischen Dschihads abzufangen. Das System ist gemeinsam von Rafael (Israel) und Raytheon (USA) entwickelt worden. Schon seit 2012 ist dort auch eine Batterie des kleineren Systems Iron Dome installiert, die im Winter 2012/13 bei einem Hochwasser Schaden nahm und repariert werden musste.

## Gegenwart
- Im März 2021 zogen die beiden F-16-Staffeln der Basis (101. „First Fighter“ und 105. „Scorpion“) auf den Militärflugplatz Ramat David um, um alle verbleibenden F-16C/D-Jets (Barak) unter einem Dach zusammenzufassen.[17] Damit gibt es nun keine bemannten Kampfjets mehr auf Chazor.

- Im Juli 2021 erschienen Fotos, die das Errichten eines Combined Operations Center für das US-Militär und Israel im Nordbereich der Basis zeigen. Weitere Informationen wurden jedoch nicht veröffentlicht. In den vergangenen Jahren waren bereits mehrere neue Gebäude dort errichtet worden.[24]

- Mitte 2021 zog die 100. Staffel „Flying Camel“ mit ihren Patrouillenflugzeugen vom Typ Beechcraft King Air Tzofit und Beechcraft Bonanza Hofit vom dann stillgelegten Flughafen Sde-Dov an der Küste von Tel Aviv-Jaffa nach Chazor um.

- Im Januar 2023 zog die 200. Staffel „First UAV“ mit ihren Heron 1 Shoval Drohnen von der Luftwaffenbasis Palmachim hierher.[25]

- Im September 2023 wurde im Rahmen des Projekts Storm Clouds eine im August 2022 wiedereröffnete Staffel auf Chazor mit neuen Drohnen ausgerüstet, die 144. Staffel „Phoenix“ mit Flugkörpern des neuentwickelten Typs Spark Nitsot (Orbiter 4) von Rafael und Aeronautics Defense Systems, einer relativ kleinen und flexiblen Drohne, die auch in der Lage ist, senkrecht zu starten und zu landen.[26][27]

## Einheiten
- 100. Staffel „Flying Camel“ – Beechcraft King Air Tzofit & Beechcraft Bonanza Hofit Patrouillenflugzeuge[28]
- 144. Staffel „Phoenix“ – Spark Nitsot Drohnen (Orbiter 4)[26][27]
- 200. Staffel „First UAV“ – Heron 1 Shoval Drohnen[29][30]
- 420. Staffel Flugsimulatoren (vernetzt)[21]
- 1 Batterie Iron Dome mit bis zu vier Starteinheiten von je 20 Tamir Abfangraketen[23]
- 2 Batterien David’s Sling mit Stunner Abfangraketen[22]

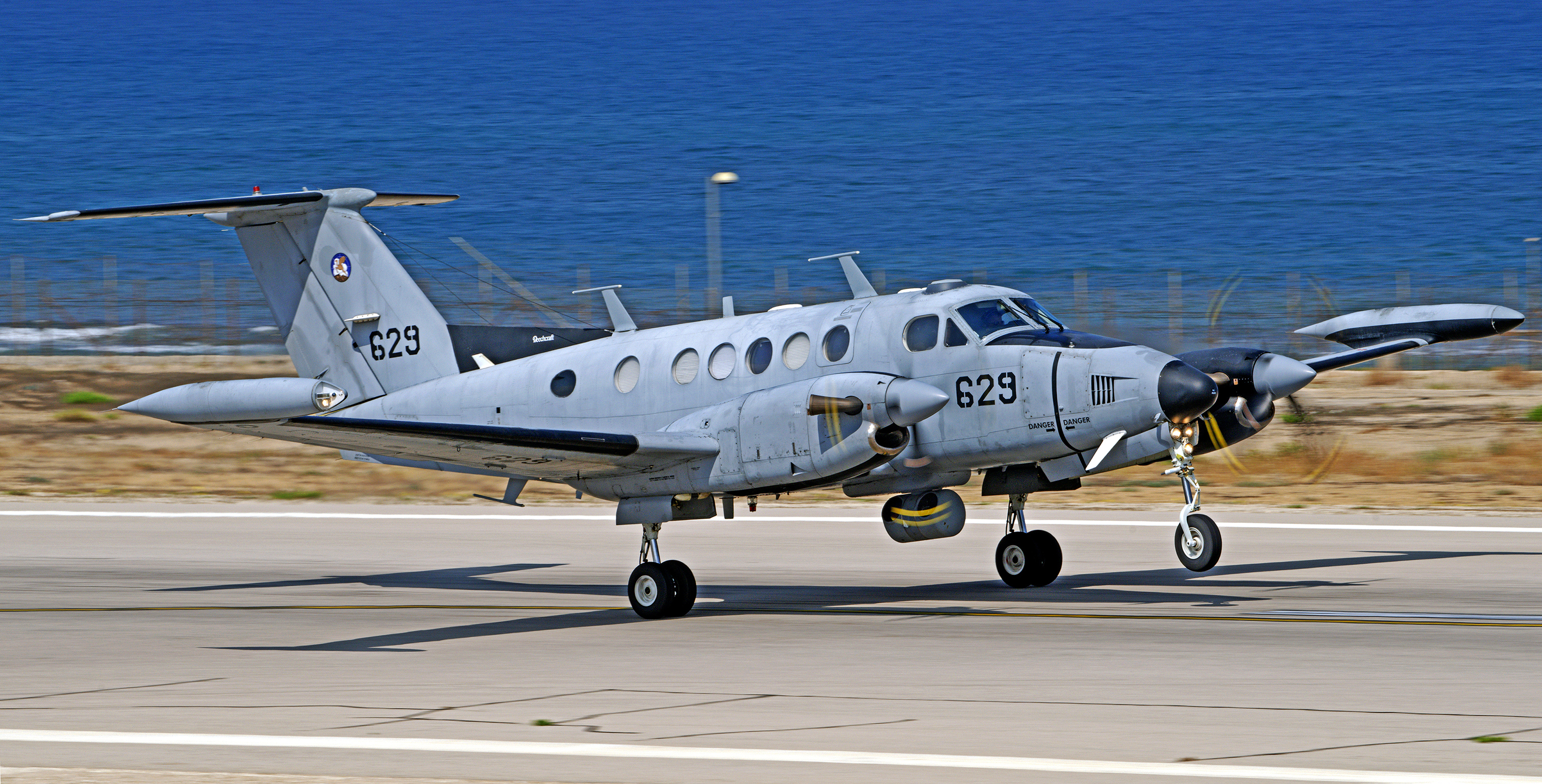
Eine Beechcraft King Air der 100. Staffel „Flying Camel“ (Heck), 2019 noch auf dem Flughafen Sde-Dov
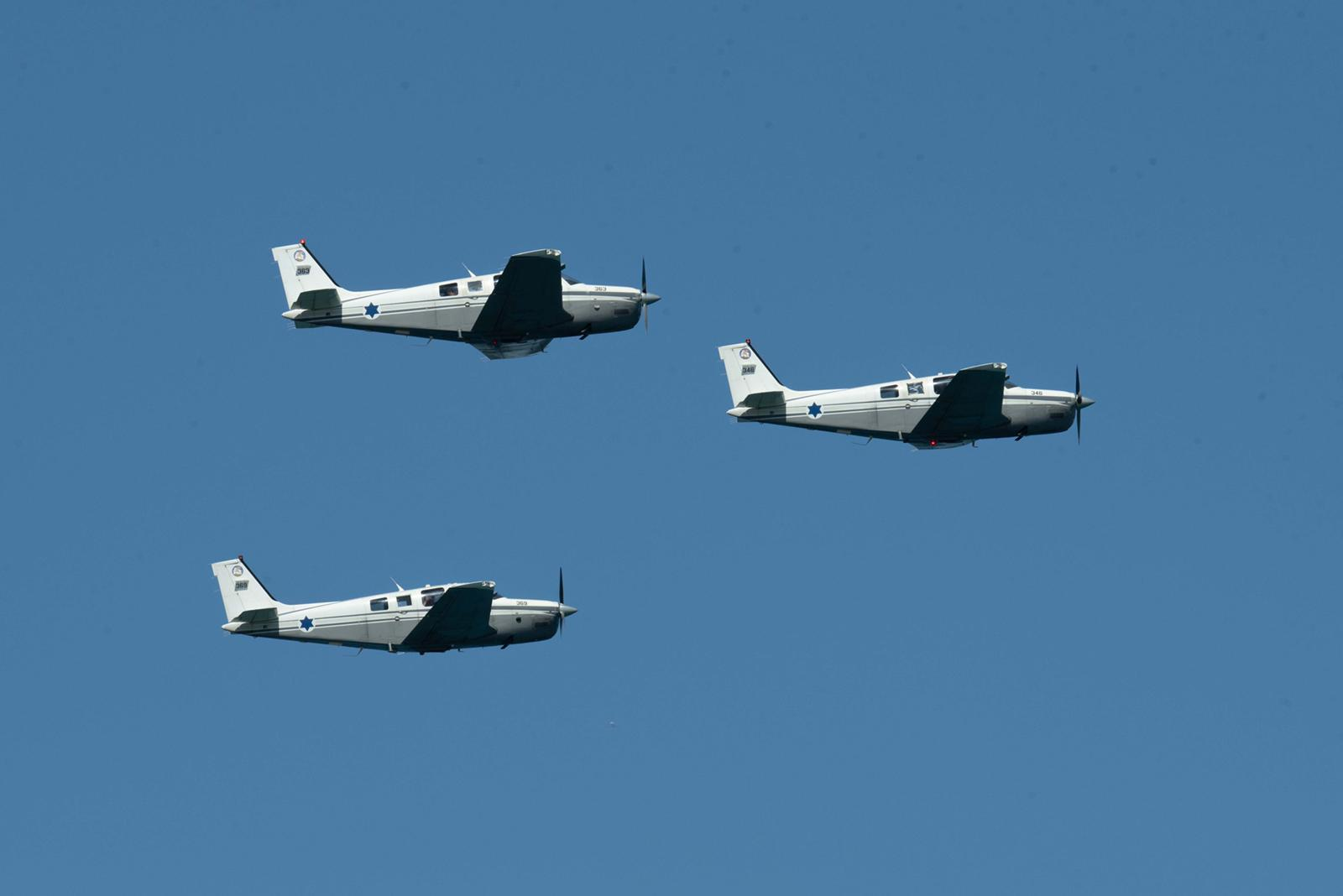
Beechcraft Bonanzas der 100. Staffel „Flying Camel“, im April 2023 am israelischen Unabhängigkeitstag
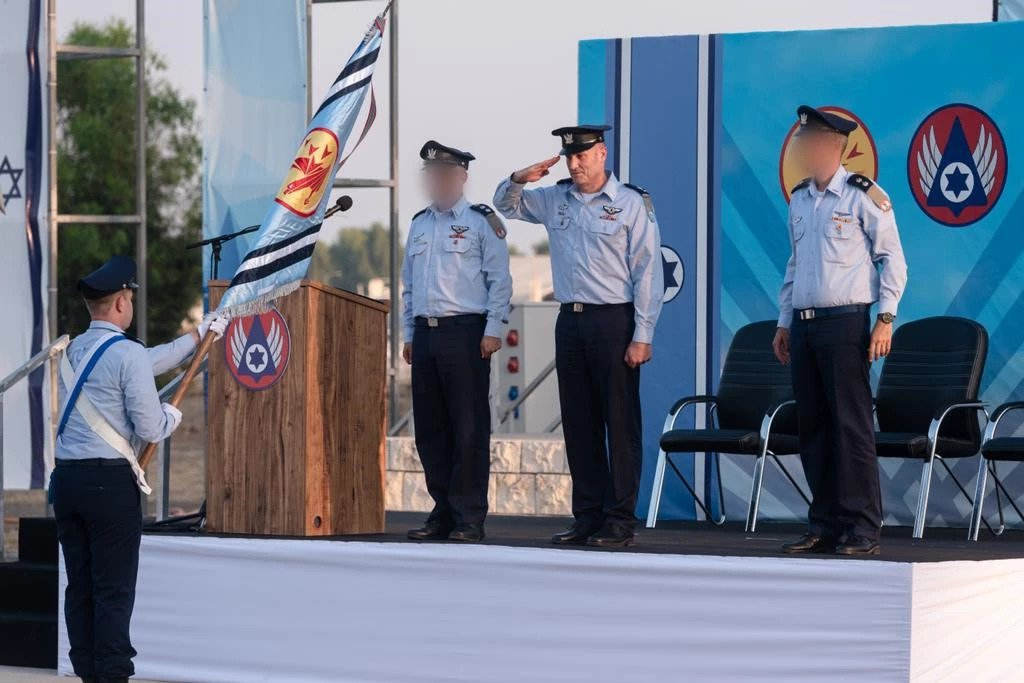
Wiedereröffnung der 144. Staffel „Phoenix“ für Spark Nitsot Drohnen (Orbiter 4) im August 2022
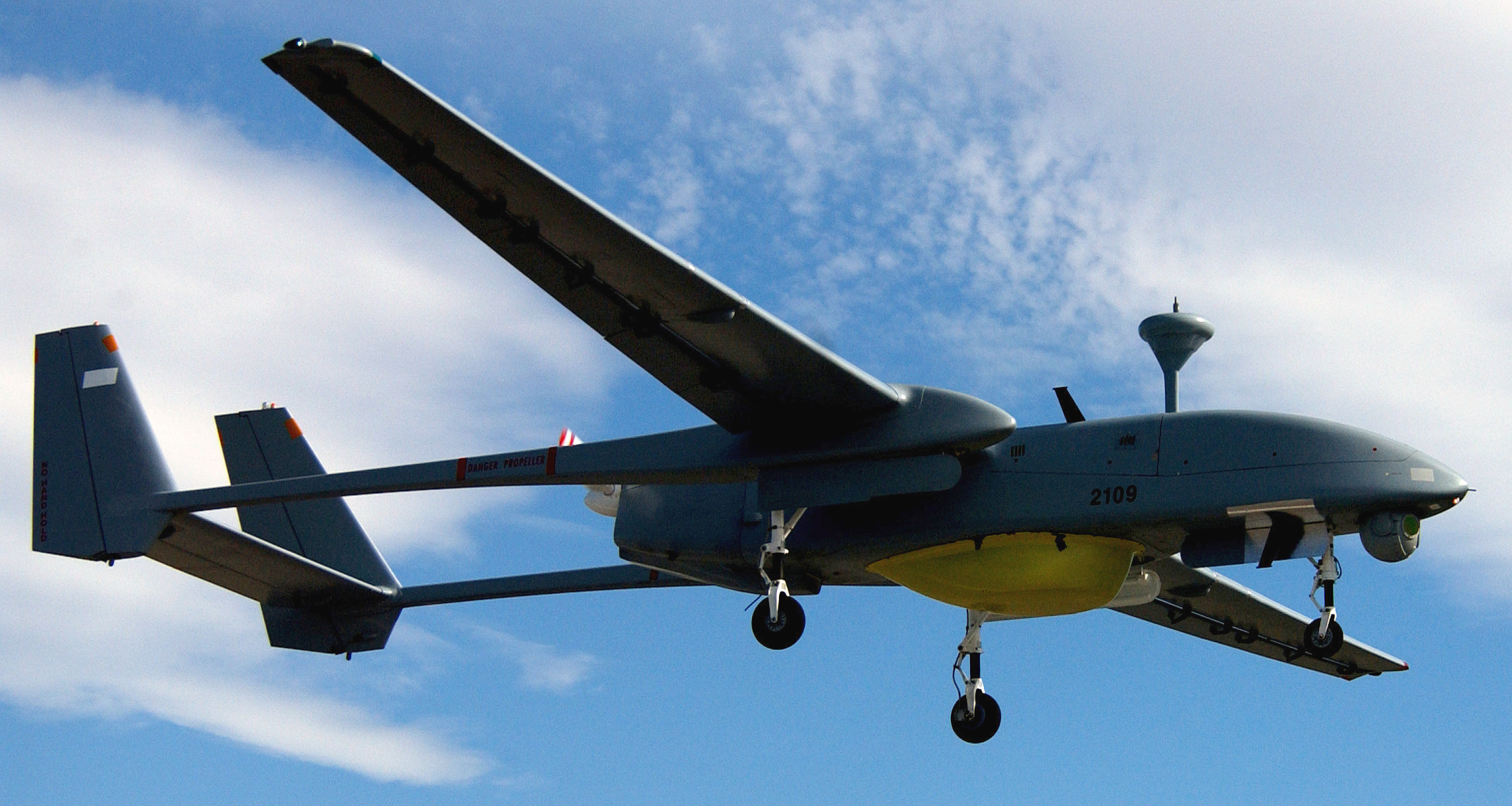
Heron 1 Shoval Drohne im Flug 2003, in der 200. Staffel „First UAV“ auf Chazor stationiert
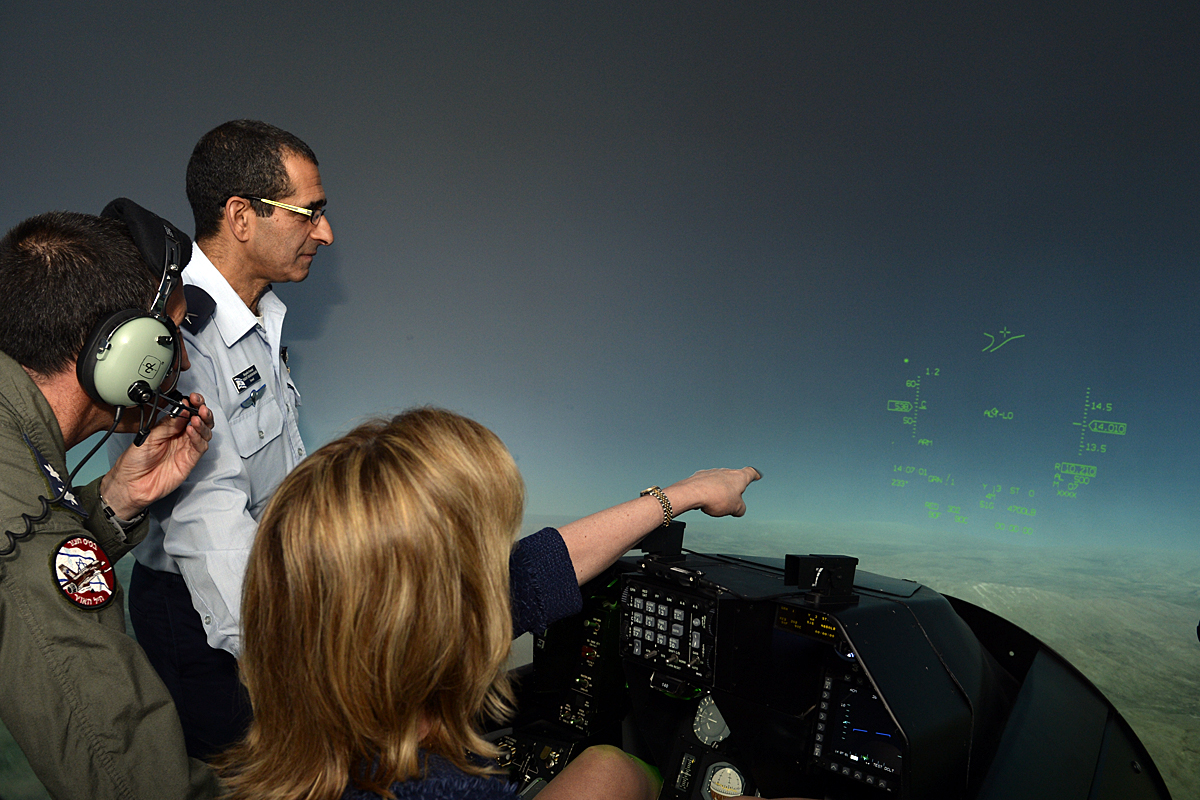
Deborah Lee James, damalige USAF Chefin, lässt sich 2015 einen Flugsimulator auf Chazor erklären
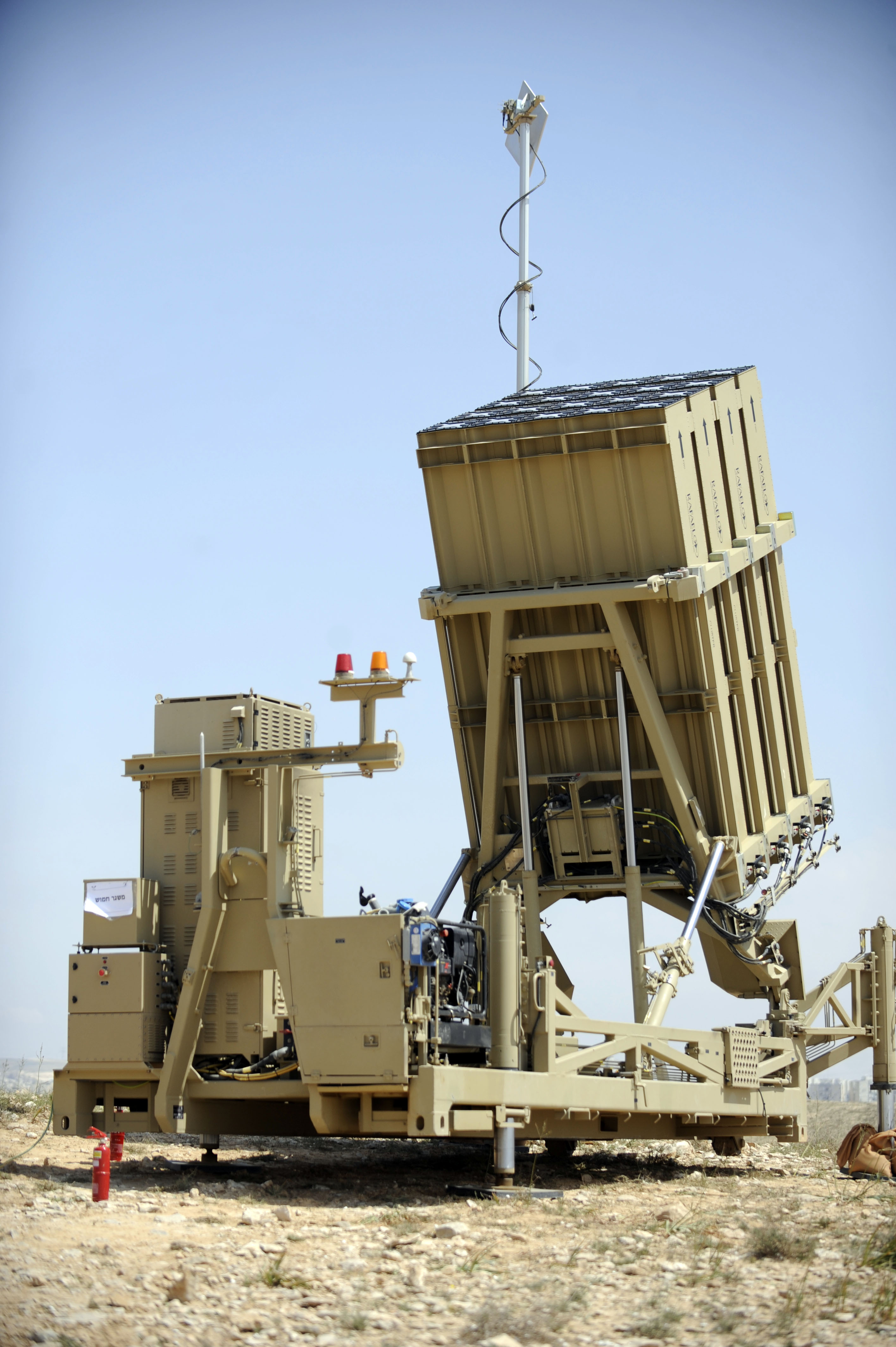
Das System Iron Dome samt Kontrollzentrum und Starteinheit mit 20 Tamir Abfangraketen, auf Chazor stationiert
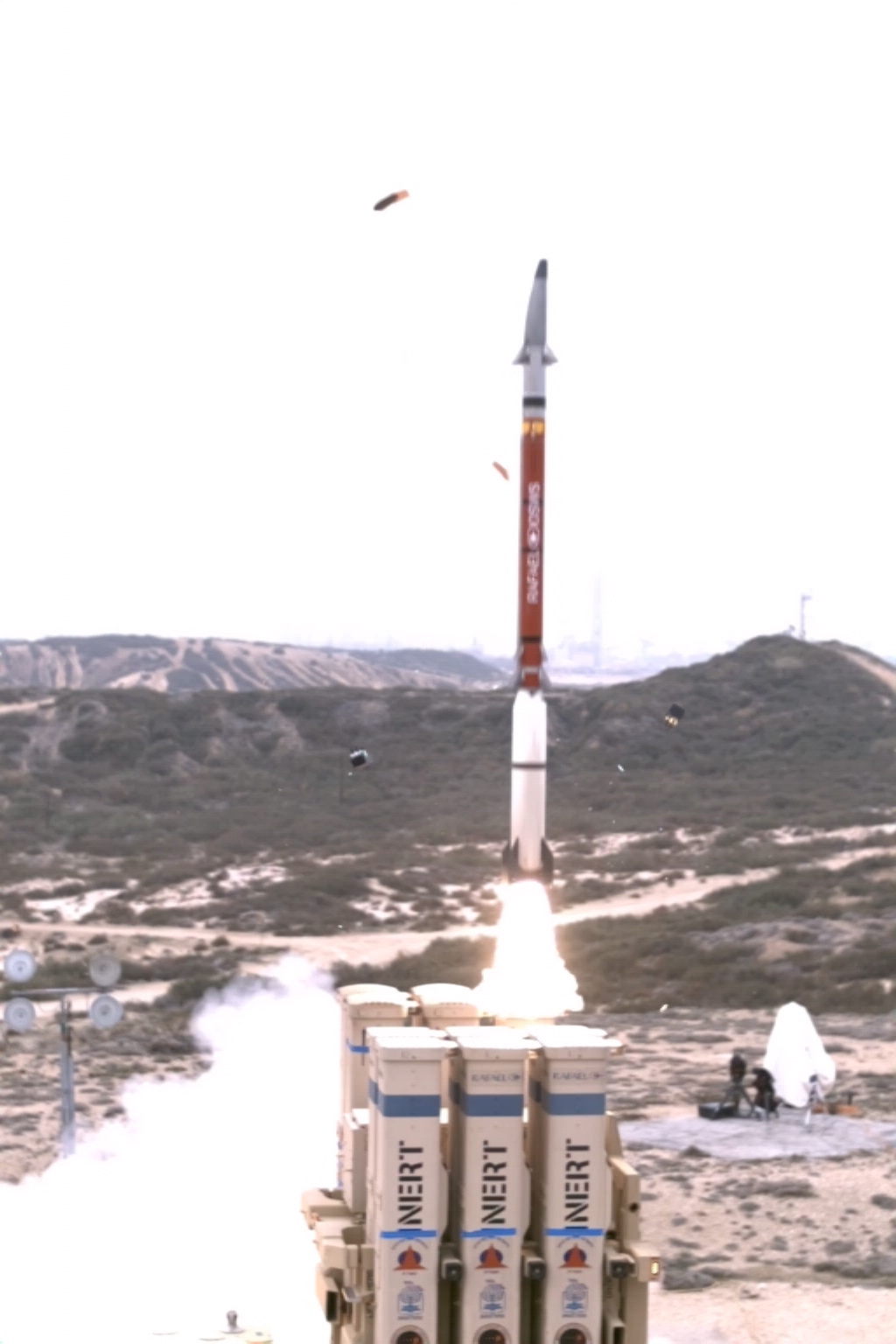
Teststart einer Stunner-Abfangrakete des Systems David’s Sling im Januar 2017, auf Chazor stationiert

Hinweis: Flugzeuge der IAF lassen sich meist über die Symbole am Heck ihrer jeweiligen Staffel zuordnen.

## Unfälle und Zwischenfälle
- Während des israelisch-iranischen Krieges ab Mitte Juni 2025 meldeten iranische Medien vereinzelt Abschüsse israelischer Drohnen über dem Iran. Einer dieser Abschüsse wurde kurz darauf durch Fotos belegt, die eine noch unbekannte Drohne der IAF zeigten. Sie ähnelt der Spark Nitsot (Orbiter 4), die auf Chazor in der 144. Staffel „Phoenix“ stationiert ist (siehe auch: Einheiten). Diese kleinere Drohne ist nicht in der Lage von Israel bis in den Iran zu fliegen, soll aber dort in einem Schwarm zur Aufklärung oder Zielmarkierung eingesetzt worden sein.[31]